# Nordrhein-Westfalen

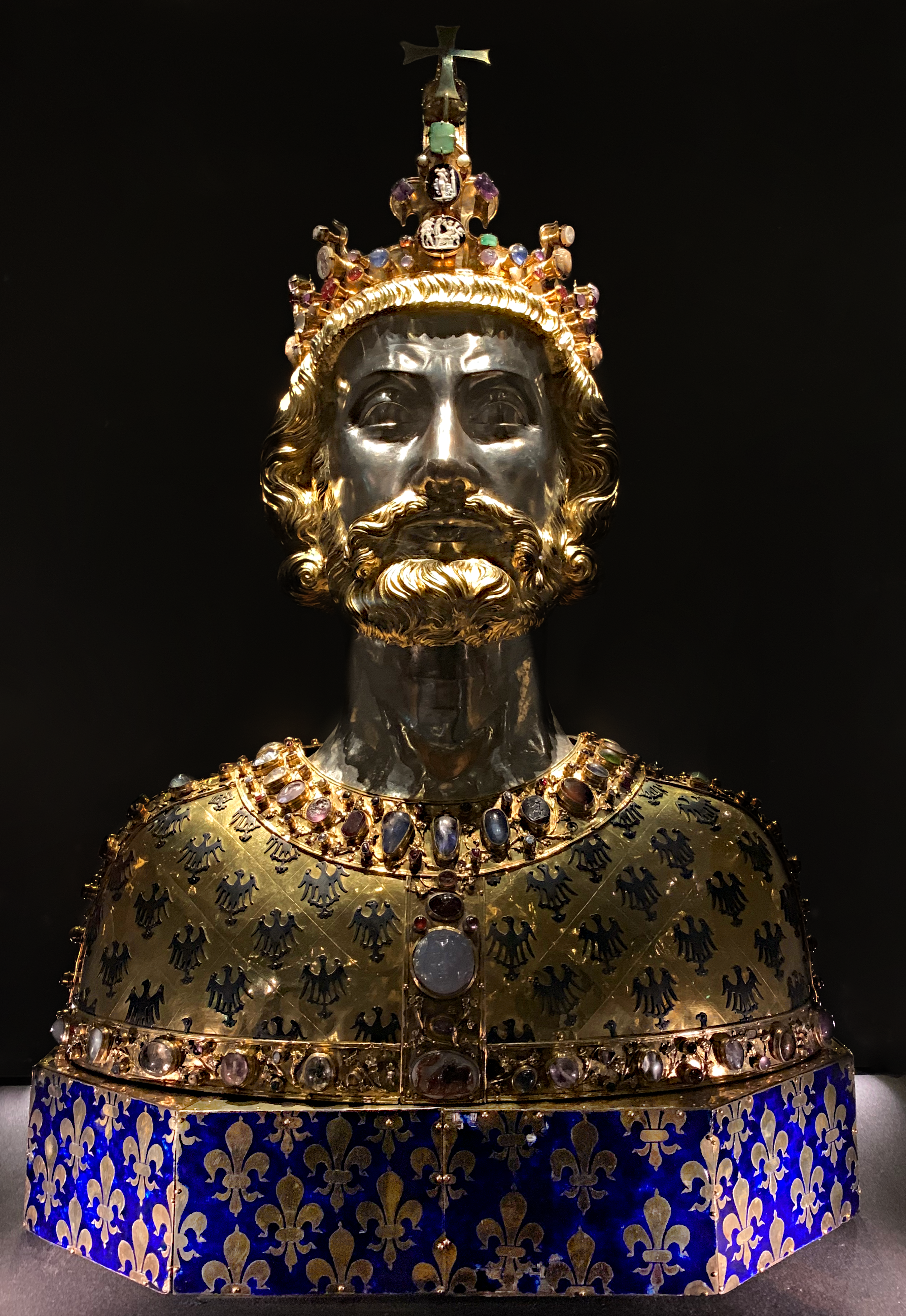
Die Karlsbüste (nach 1349, Aachener Domschatzkammer) enthält der Überlieferung zufolge die Schädeldecke Karls des Großen (747–814).

Nordrhein-Westfalen ([ˌnɔrtraɪ̯nvɛstˈfaːlən] ⓘ, Ländercode NW, geläufige Abkürzung NRW) ist ein teilsouveräner Gliedstaat der Bundesrepublik Deutschland. Mit rund 18 Millionen Einwohnern ist es das bevölkerungsreichste Land Deutschlands. Die Landeshauptstadt ist Düsseldorf; die Stadt mit den meisten Einwohnern ist Köln. In Nordrhein-Westfalen befinden sich auch Bonn, ehemaliger Regierungssitz der Bundesrepublik Deutschland, heute Bundesstadt und Sitz von bedeutenden Behörden der Exekutive, sowie Aachen, Hauptresidenz Karls des Großen und von 936 bis ins 16. Jahrhundert Krönungsort der deutschen Könige. Nordrhein-Westfalen wird durch eine große Anzahl von Großstädten sowie unterschiedliche ländliche Regionen wie zum Beispiel den Niederrhein, das Münsterland, das Sauerland, das Bergische Land und die Eifel geprägt. Insgesamt gibt es 29 Großstädte in Nordrhein-Westfalen (siehe Liste der größten Städte in Nordrhein-Westfalen), von denen fünf mehr als 500.000 Einwohner haben: Köln, Düsseldorf, Dortmund, Essen und Duisburg. Weitere acht Großstädte in Nordrhein-Westfalen haben mehr als 250.000 Einwohner: Bochum, Wuppertal, Bielefeld, Bonn, Münster, Mönchengladbach, Gelsenkirchen und Aachen.
Nordrhein-Westfalen grenzt im Norden und Nordosten an Niedersachsen, im Südosten an Hessen, im Süden an Rheinland-Pfalz und im Westen an die belgische Provinz Lüttich sowie an die niederländischen Provinzen Limburg, Gelderland und Overijssel. Mit einer Fläche von rund 34.100 Quadratkilometern ist Nordrhein-Westfalen das viertgrößte deutsche Land. 29 der 79 deutschen Großstädte liegen in seinem stark urbanisierten Gebiet. Die Metropolregion Rhein-Ruhr im Zentrum des Landes ist mit rund zehn Millionen Bewohnern einer der 30 größten Ballungsräume der Welt und zentraler Teil der am stärksten verdichteten Region Europas, der „Blauen Banane“.
Den nördlichen Teil des Ballungsraums Rhein-Ruhr bildet das stark verstädterte Ruhrgebiet (vgl. Ruhrstadt) mit den Zentren Dortmund, Essen, Duisburg und Bochum. Dessen wirtschaftlicher Aufstieg basierte im frühen 19. Jahrhundert auf der Industrialisierung und der Montanindustrie, insbesondere dem Erz- und Kohlebergbau. Seit dem Rückgang des Bergbaus ab den 1960er Jahren vollzieht sich dort ein bis heute andauernder Strukturwandel hin zu einer Dienstleistungs- und Technologiewirtschaft, der durch Projekte wie „RUHR.2010 – Kulturhauptstadt Europas“ begleitet wird. Mit einem Anteil von rund 22 Prozent am deutschen Bruttoinlandsprodukt ist Nordrhein-Westfalen das Land mit der höchsten Wirtschaftsleistung.
Das Land Nordrhein-Westfalen wurde 1946 von der britischen Besatzungsmacht aus der preußischen Provinz Westfalen und dem Nordteil der ebenfalls preußischen Rheinprovinz (Nordrhein) errichtet und 1947 um das Land Lippe erweitert. Seit 1949 ist es ein Land der Bundesrepublik Deutschland. Bis 1999 war Bonn alleiniger Regierungssitz der Bundesrepublik. Infolge des Hauptstadtbeschlusses behielten die Bundesministerien ihre Dienstsitze in Bonn, dem das Berlin/Bonn-Gesetz bedeutende Regierungsfunktionen als Bundesstadt garantiert. Heute ist Bonn der zweite Regierungssitz der Bundesrepublik und beherbergt zahlreiche Bundesbehörden und Nichtregierungsorganisationen. Als Deutschlandsitz der Vereinten Nationen (UN) weist die Bundesstadt Bonn mit einer Vielzahl von UN-Organisationen einen hohen Grad internationaler Verflechtung auf.
Kulturell ist Nordrhein-Westfalen kein einheitlicher Raum; besonders zwischen dem Landesteil Rheinland einerseits und den Landesteilen Westfalen und Lippe andererseits bestehen deutliche Unterschiede insbesondere im traditionellen Brauchtum. Das Land beherbergt eine Vielzahl von bedeutenden Bildungs- und Forschungseinrichtungen.

## Geographie und Klima

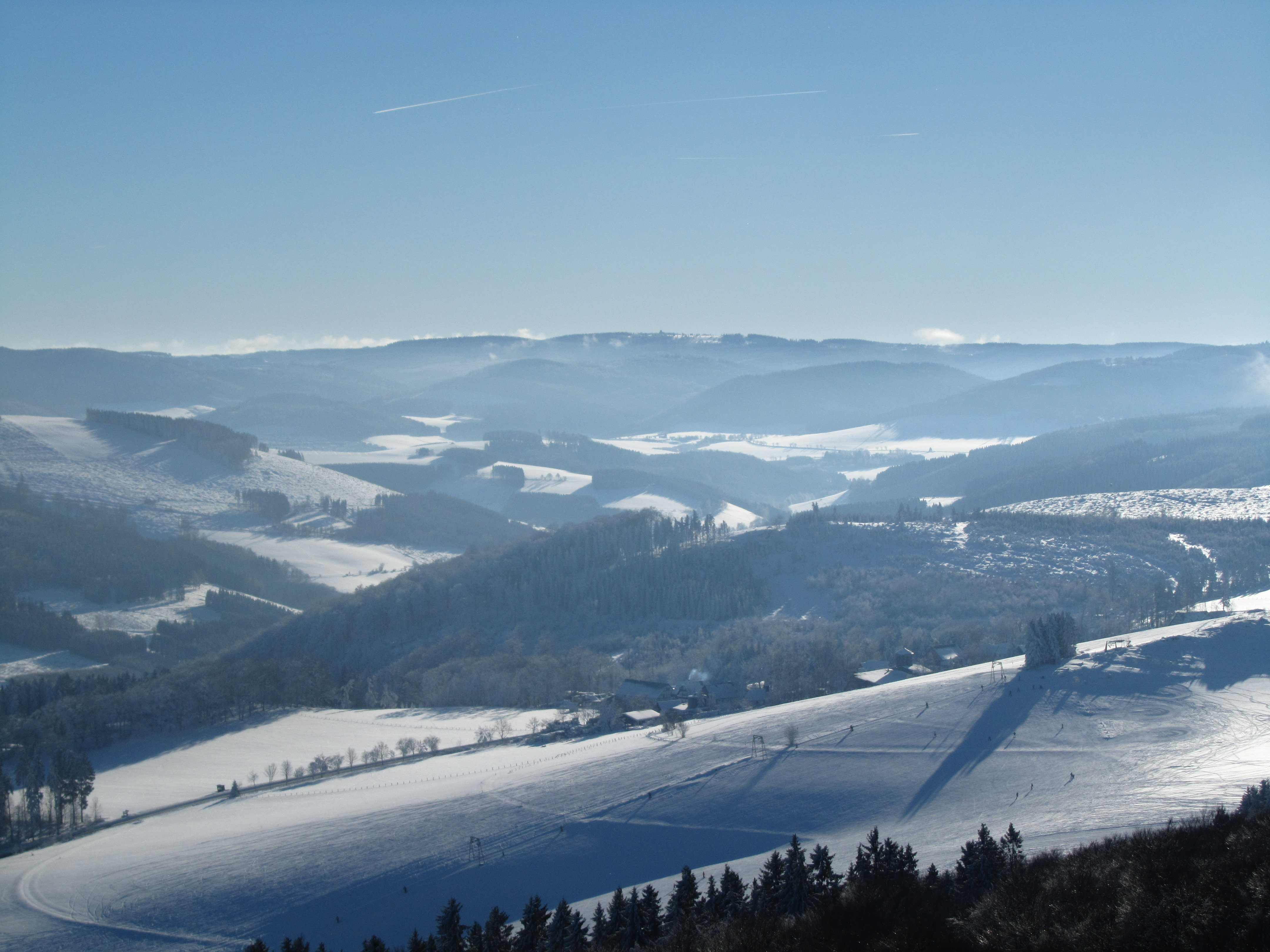
Im Rothaargebirge befinden sich die höchsten Erhebungen Nordrhein-Westfalens.

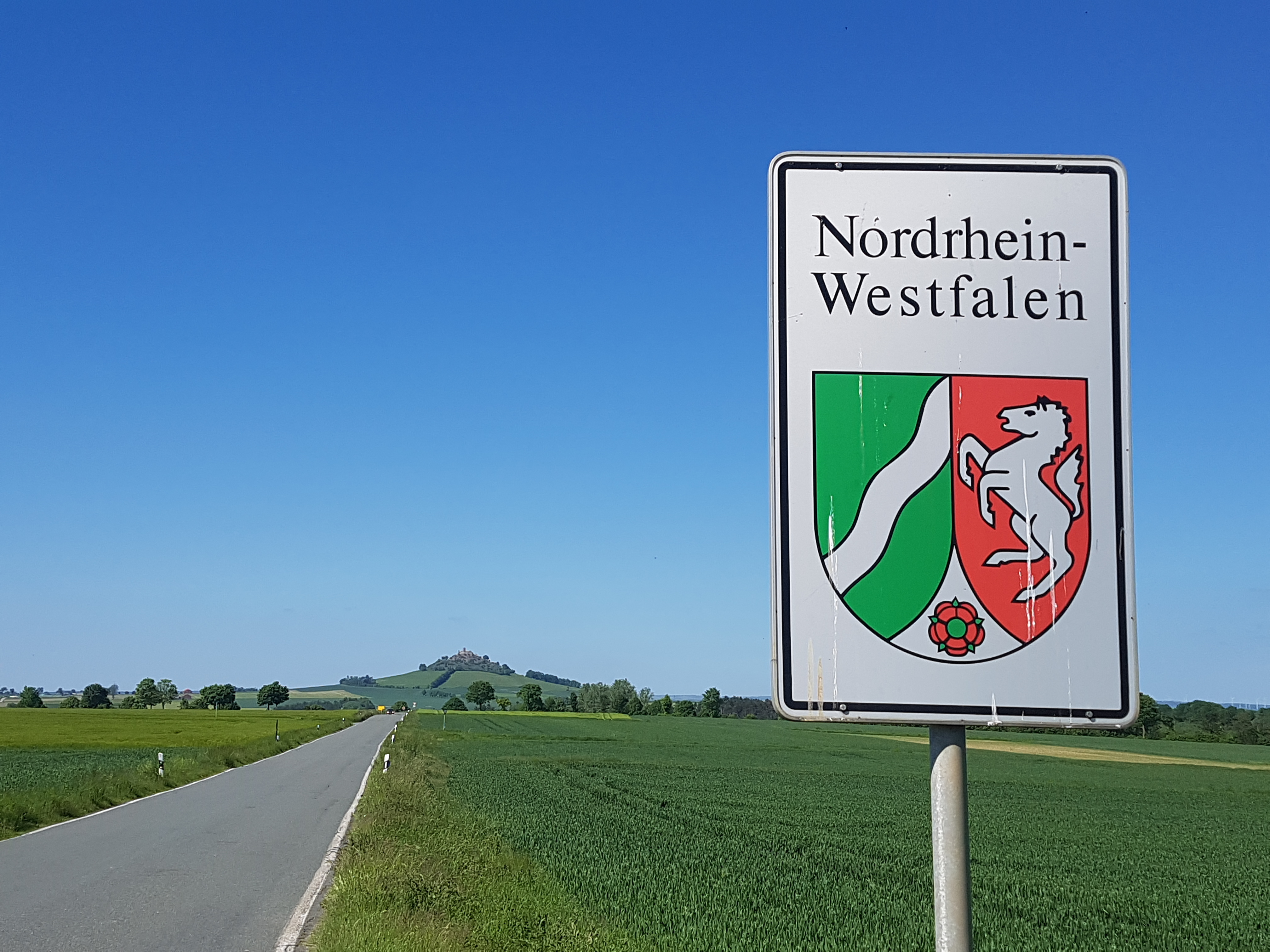
Landesgrenze zu Nordrhein-Westfalen in der Nähe der Hansestadt Warburg; im Hintergrund der Desenberg, mit 345 m Wahrzeichen und höchste Erhebung der Warburger Börde nahe dem Dreiländereck NRW-Hessen-Niedersachsen

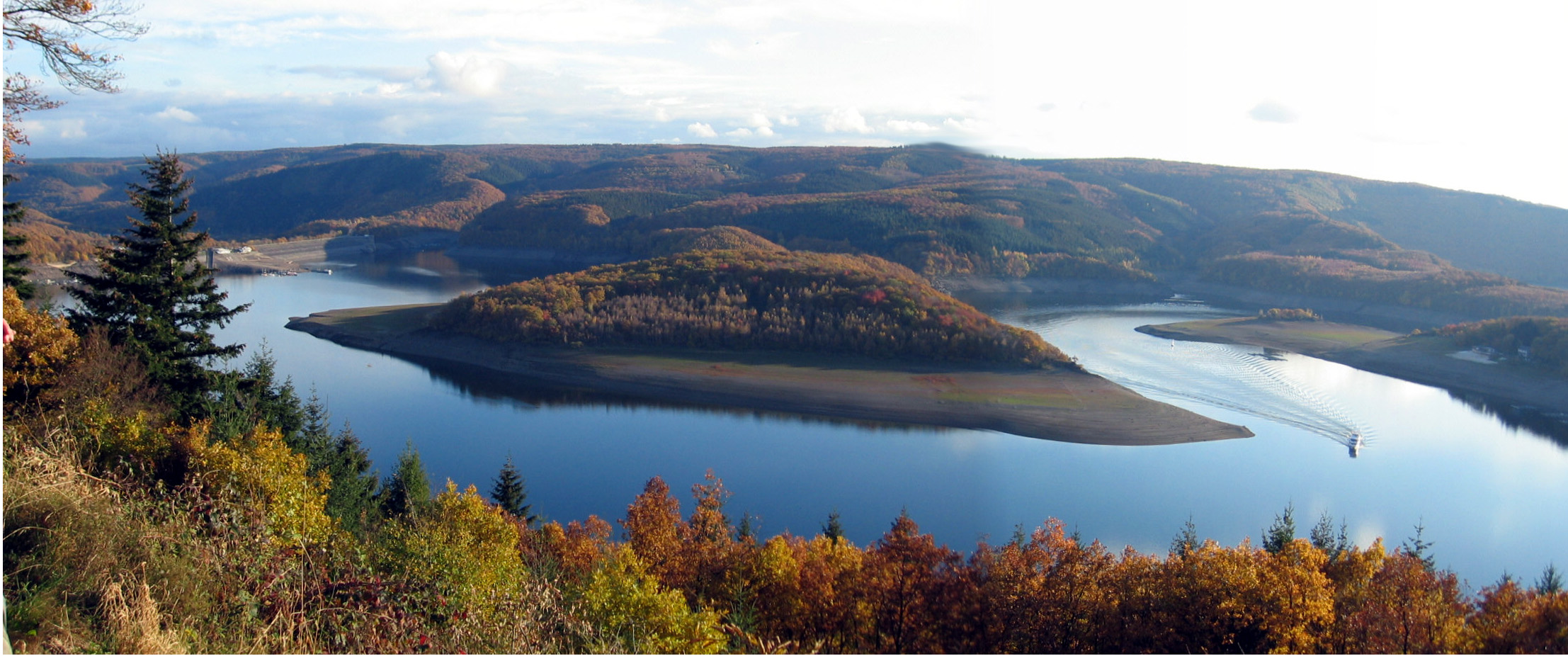
Rurstausee im Nationalpark Eifel, seit 2004 der erste Nationalpark in NRW

Nordrhein-Westfalen liegt im Westen der Bundesrepublik Deutschland und grenzt im Uhrzeigersinn an Niedersachsen, Hessen, Rheinland-Pfalz, Belgien und die Niederlande. Die Ausdehnung des Landes beträgt von Südwest bis Nordost rund 260 Kilometer. Der Norden des Landes liegt in der Norddeutschen Tiefebene und gliedert sich grob in die Westfälische Bucht, die von den Flüssen Lippe, Ems und Ruhr durchflossen wird, und das Niederrheinische Tiefland beidseitig des Rheins, der der größte Fluss des Landes (und zugleich Deutschlands) ist sowie dem Westfälischem Tiefland ganz im Norden nördlich der Mittelgebirgsschwelle, wo das Land an zwei Stellen bis relativ weit in die eigentliche Norddeutsche Tiefebene hineinragt. Dort, im „hohen Norden“ liegt auch der NRW-Nordpunkt. Der tiefste Punkt liegt bei 9,2 m ü. NHN im Nordwesten des Landes. Die restlichen Gebiete des Landes haben Anteil an den deutschen Mittelgebirgsregionen. Das Weserbergland an der oberen Weser prägt den Osten des Landes. Die Gebirge des Rheinischen Schiefergebirges nehmen den Süden ein. Das Rheinische Schiefergebirge gliedert sich grob in die linksrheinische Eifel im Südwesten und Bergisches Land sowie Sauerland östlich des Rheins. Der Langenberg im zum Sauerland zählenden Rothaargebirge ist mit 843,2 m ü. NHN der höchste Berg des Landes. Der geographische Mittelpunkt des Landes liegt in Dortmund in der Aplerbecker Mark; im Selfkant liegt der westlichste Punkt Nordrhein-Westfalens und Deutschlands.
Das Klima Nordrhein-Westfalens weist ausgeglichene Temperatur- und Niederschlagsgänge auf. Die mittleren Jahrestemperaturen betragen abhängig von der Höhenlage zwischen 5 °C und 10 °C. Die jährlichen Niederschläge liegen zwischen 600 Millimeter im Tiefland und 1400 Millimeter in den Mittelgebirgen.

## Geschichte
Kraft Besatzungsrechts gründete die Besatzungsmacht Großbritannien das Land Nordrhein-Westfalen am 23. August 1946 aus dem Nordteil der preußischen Rheinprovinz (Provinz Nordrhein) sowie der ebenfalls preußischen Provinz Westfalen. Die politische Vorbereitung dafür lief unter dem Codewort Operation Marriage. Nach der Eingliederung des jahrhundertelang selbstständigen Landes Lippe im Jahr 1947 war der heutige territoriale Zuschnitt erreicht.
Auf seinem Staatsgebiet ist Nordrhein-Westfalen in die Rechtsnachfolge des Freistaats Preußen und des Landes Lippe eingetreten. Im Gegensatz zu einigen anderen deutschen Ländern gab es für Nordrhein-Westfalen als Ganzes keinen stark identitätsstiftenden Vorgängerstaat. Bei der Staatsgründung Nordrhein-Westfalens stand auch nicht der Gedanke einer Zusammenführung homogener Gebiete, sondern der Wunsch der britischen Regierung im Vordergrund, das Ruhrgebiet und seine bedeutenden industriellen Ressourcen als Ganzes in ein Land einzubetten.
1949 gründete Nordrhein-Westfalen gemeinsam mit anderen Ländern die Bundesrepublik Deutschland. Größte Herausforderungen in der Nachkriegszeit waren der Wiederaufbau des kriegszerstörten Landes und der Aufbau eines demokratischen Staatswesens. Insbesondere als Folge des Niedergangs der Montanindustrie infolge von Kohle- und Stahlkrisen sowie des Trends zur Tertiarisierung entwickelte sich die Gestaltung des notwendigen Strukturwandels zu einem zentralen Thema der Landespolitik.
Von 1966 bis 1976 kam es zu einer kommunalen Gebietsreform, wodurch die Anzahl der kreisfreien Städte, kreisangehörigen Gemeinden und Kreise verringert wurde. Die Anzahl der Regierungsbezirke wurde von 6 auf 5 Bezirke verringert. Der ehemalige Regierungsbezirk Aachen wurde mit dem Regierungsbezirk Köln zum neuen Regierungsbezirk Köln zusammengelegt.
Bonn war von 1949 bis 1990 Hauptstadt und bis 1999 alleiniger Regierungssitz der Bundesrepublik Deutschland. Seitdem ist die Regierungsfunktion zwischen Berlin und Bonn geteilt, womit Bonn Zweitregierungssitz und heute Sitz zahlreicher Bundesbehörden ist.

## Politik und Verwaltung

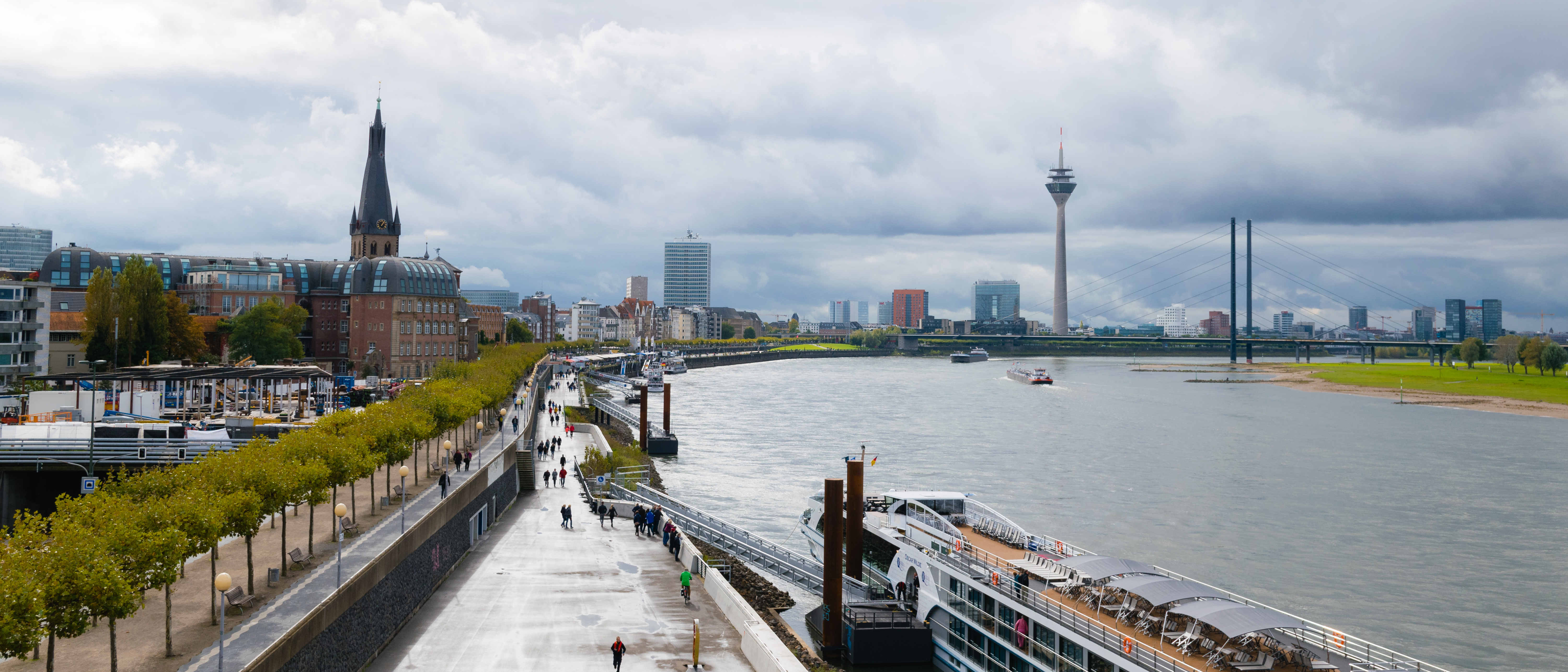
Landeshauptstadt Düsseldorf

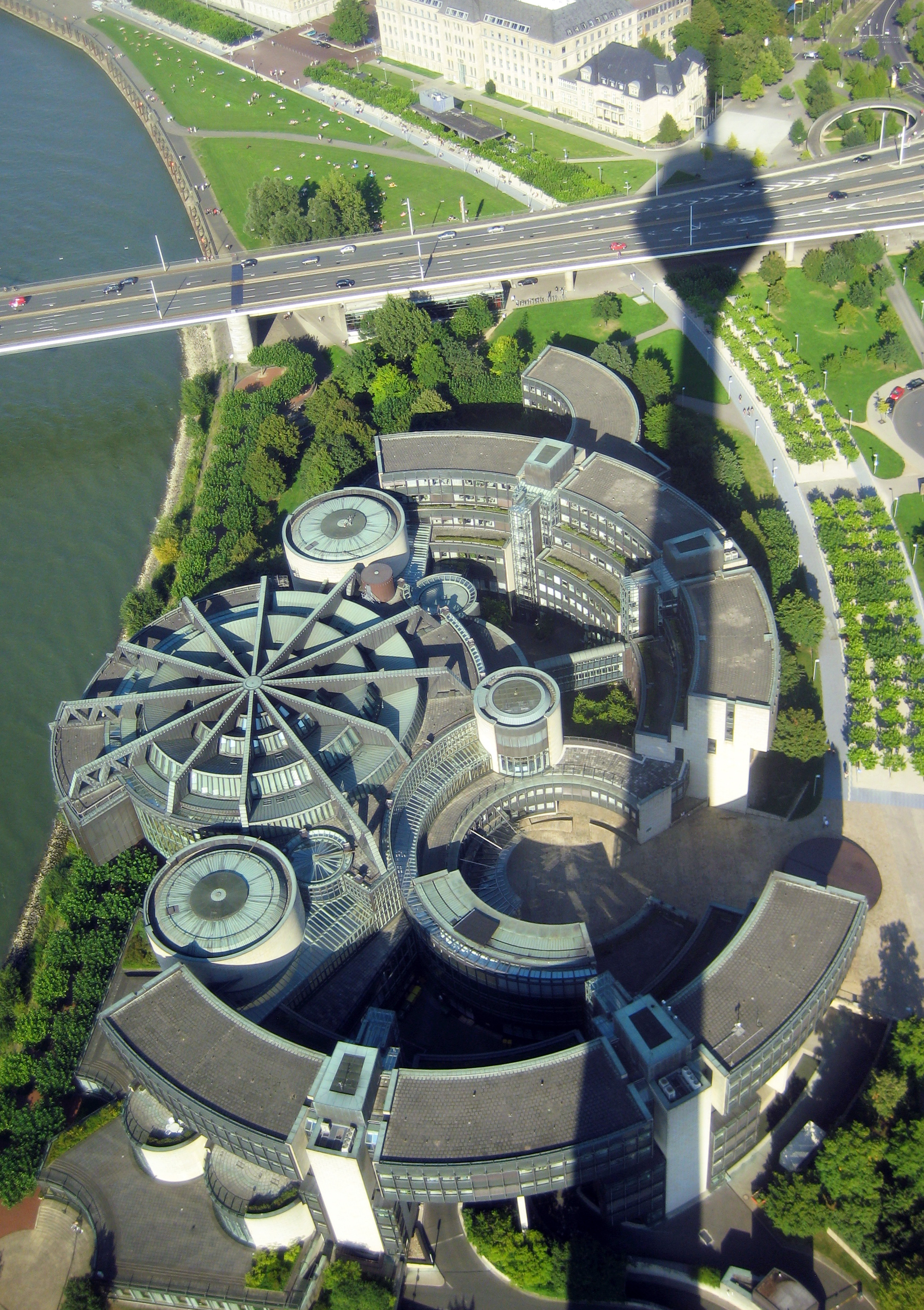
Landtag Nordrhein-Westfalen in Düsseldorf

Nordrhein-Westfalen ist gemäß dem Grundgesetz für die Bundesrepublik Deutschland und der Verfassung für das Land Nordrhein-Westfalen ein Land der Bundesrepublik Deutschland. Gemäß seiner Verfassung ist das Land nach den Grundsätzen eines republikanischen, sozialen und demokratischen Rechtsstaats organisiert. Die Legislative liegt maßgeblich beim vom Wahlvolk für die Dauer von fünf Jahren gewählten Landtag. Elemente direkter Demokratie spielen in der Praxis kaum eine Rolle. Seit 2022 tragen CDU und Bündnis 90/Die Grünen die Landesregierung. Die Exekutive, welche parlamentsgebunden ist, wird vom Ministerpräsidenten geleitet – seit dem 27. Oktober 2021 von Hendrik Wüst (CDU) (bis 2022 Kabinett Wüst I, seit 2022 Kabinett Wüst II). Die Landesverwaltung ist der Landesregierung nachgeordnet. Die Bezirksregierungen für die Regierungsbezirke Düsseldorf, Köln, Münster, Detmold und Arnsberg sind eine mittlere Ebene der Landesverwaltung. Die Landesverfassungsgerichtsbarkeit liegt beim Verfassungsgerichtshof für das Land Nordrhein-Westfalen. Aufgrund seiner Teilsouveränität kann Nordrhein-Westfalen als beschränktes staatliches Völkerrechtssubjekt auf bestimmten Gebieten völkerrechtliche Verträge abschließen. Über den Bundesrat wirkt das Land an der bundesstaatlichen Gesetzgebung und an Angelegenheiten der Europäischen Union mit. Bonn ist als Bundesstadt Sitz zahlreicher Einrichtungen des Bundes, außerdem Standort verschiedener Organisationen der Vereinten Nationen.
Die Städte und Gemeinden des Landes haben das Recht zur kommunalen Selbstverwaltung und übernehmen Aufgaben der Landesverwaltung im Auftrag des Landes oder im Wege der Organleihe. Auf kommunaler Ebene gliedert sich das Land Nordrhein-Westfalen in 30 Kreise und eine Städteregion. Die Kreise und die Städteregion umfassen 374 kreisangehörige (regionsangehörige) Gemeinden und Städte. Daneben bestehen in Nordrhein-Westfalen 22 kreisfreie Städte. Die Stadt Aachen ist sowohl kreisfrei als auch Teil der Städteregion Aachen. Insgesamt gliedert sich das Land damit in 396 Gemeinden. Das Land hat 29 Großstädte. Besondere Bedeutung im kulturellen und sozialen Bereich sowie für weitere Aufgaben der Kommunalverwaltung haben die beiden Landschaftsverbände in Nordrhein-Westfalen sowie weitere Kommunalverbände wie etwa der Regionalverband Ruhr oder der Landesverband Lippe. Nachfolgend die Gliederung des Landes in Regierungsbezirke und zugehörige Kreise und kreisfreie Städte (kreisfreie Städte kursiv):
| Regierungs- bezirk | Kreise, Städteregionen und kreisfreie Städte | Einwohner | Fläche (km²) | Bevölkerungsdichte (Einwohner je km²) |
| ------------------ | --- | --------- | ------------ | ------------------------------------- |
| Arnsberg           | Bochum, Dortmund, Ennepe-Ruhr-Kreis, Hagen, Hamm, Herne, Hochsauerlandkreis, Märkischer Kreis, Olpe, Siegen-Wittgenstein, Soest, Unna                                      | 3.597.297 | 8011         | 449                                   |
| Detmold            | Bielefeld, Gütersloh, Herford, Höxter, Lippe, Minden-Lübbecke, Paderborn                                                                                                   | 2.057.996 | 6525         | 315                                   |
| Düsseldorf         | Duisburg, Düsseldorf, Essen, Kleve, Krefeld, Mettmann, Mönchengladbach, Mülheim an der Ruhr, Oberhausen, Remscheid, Rhein-Kreis Neuss, Solingen, Viersen, Wesel, Wuppertal | 5.173.623 | 5292         | 978                                   |
| Köln               | Aachen (Städteregion), Bonn, Düren, Euskirchen, Heinsberg, Köln, Leverkusen, Oberbergischer Kreis, Rhein-Erft-Kreis, Rhein-Sieg-Kreis, Rheinisch-Bergischer Kreis          | 4.422.371 | 7364         | 601                                   |
| Münster            | Borken, Bottrop, Coesfeld, Gelsenkirchen, Münster, Recklinghausen, Steinfurt, Warendorf                                                                                    | 2.614.229 | 6917         | 378                                   |

## Bevölkerung

### Demografie
| Stadt                        | Einwohner 31.12.2024 | Bild |
| ---------------------------- | -------------------- | ---- |
| Köln                         | 1.024.621            |      |
| Düsseldorf, Landeshauptstadt | 0.618.685            |      |
| Dortmund                     | 0.603.462            |      |
| Essen                        | 0.574.682            |      |
| Duisburg                     | 0.502.270            |      |
| → mehr                       |                      |      |

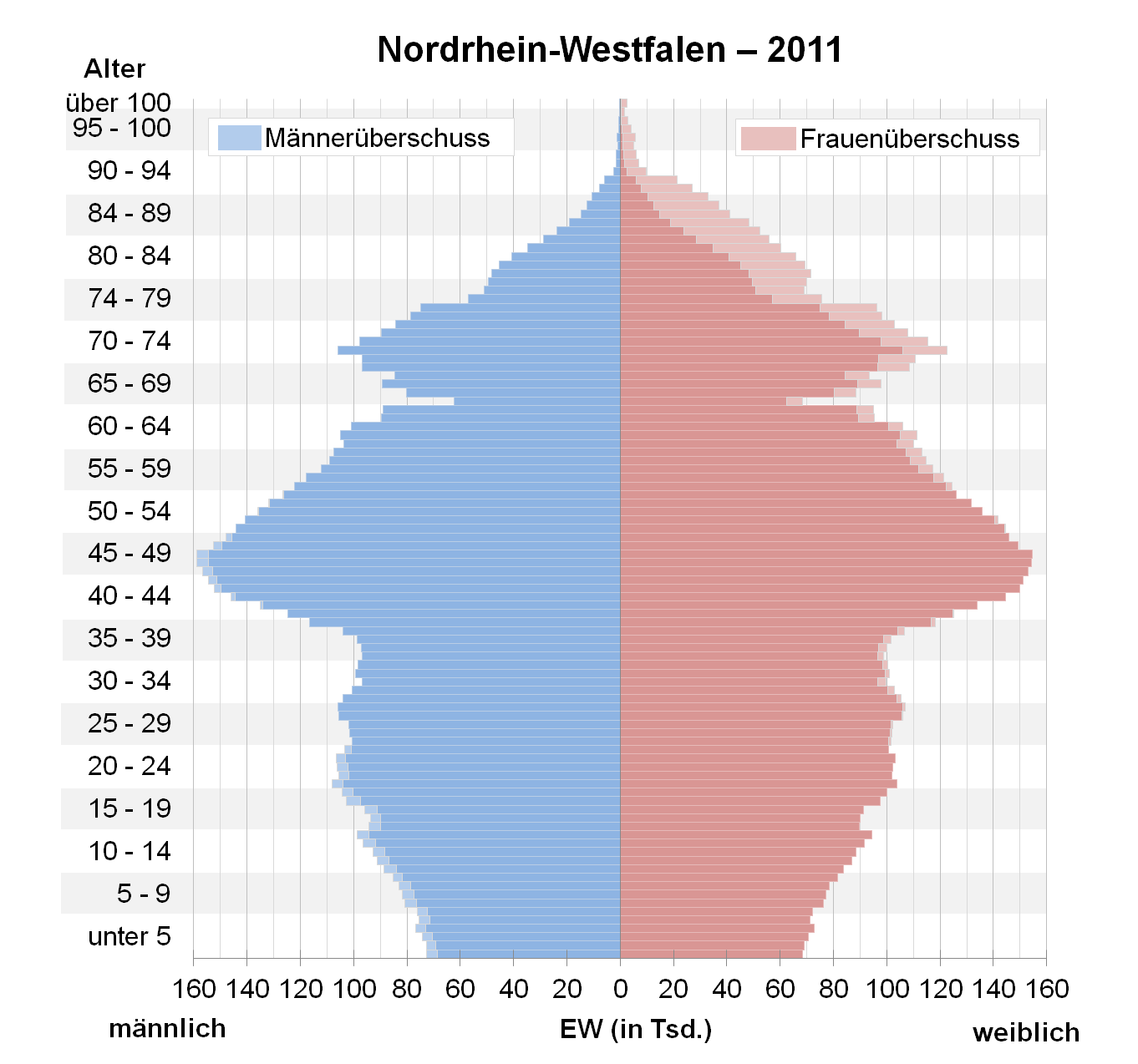
Bevölkerungspyramide für Nordrhein-Westfalen (Datenquelle: Zensus 2011)

Das Land Nordrhein-Westfalen hat 18.034.454 (Stand 31. Dezember 2024) Einwohner und ist damit das bevölkerungsreichste deutsche Land. Zugleich ist das Gebiet mit einer Bevölkerungsdichte von 529 Einwohnern pro Quadratkilometer unter den Flächenländern das mit Abstand am dichtesten besiedelte Land. Die Bevölkerung ist dabei jedoch recht ungleich verteilt. Eher dünn besiedelt sind das Münsterland, das Tecklenburger Land, die eher bergigen Regionen im Süden des Landes sowie Teile Ostwestfalen-Lippes. Die Metropolregion Rhein-Ruhr ist mit rund zehn Millionen Einwohnern eine der am dichtesten besiedelten und bevölkerungsreichsten Regionen Europas.
| Jahr | Einwohner  |
| ---- | ---------- |
| 1930 | 11.407.000 |
| 1940 | 12.059.000 |
| 1950 | 12.926.000 |
| 1955 | 14.442.000 |
| 1960 | 15.694.000 |
| 1965 | 16.619.450 |
| 1970 | 17.033.651 |
| 1975 | 17.129.200 |
| 1980 | 17.057.488 |
| 1985 | 16.674.001 |
| 1990 | 17.349.651 |
| 1995 | 17.893.045 |
| 2000 | 18.009.865 |
| 2001 | 18.052.092 |
| 2002 | 18.076.355 |
| 2003 | 18.079.686 |
| 2004 | 18.075.352 |
| 2005 | 18.058.105 |
| 2006 | 18.028.745 |
| 2007 | 17.996.621 |
| 2008 | 17.933.064 |
| 2009 | 17.872.763 |
| 2010 | 17.845.154 |
| 2011 | 17.841.956 |
| 2012 | 17.848.113 |
| 2013 | 17.571.856 |
| 2014 | 17.638.098 |
| 2015 | 17.865.516 |
| 2016 | 17.890.100 |
| 2017 | 17.912.134 |
| 2018 | 17.932.651 |
| 2019 | 17.947.221 |
| 2020 | 17.925.570 |
| 2021 | 17.924.591 |
| 2022 | folgt      |
| 2023 | 18.190.422 |

Einwohnerentwicklung von Nordrhein-Westfalen von 1930 bis 2018 nach nebenstehender Tabelle

2006 beträgt der Anteil der über 65-Jährigen rund 19,7 Prozent (1950: 8,8 Prozent). Der Anteil der unter 15-Jährigen beträgt 2006 noch 14,7 Prozent (1950: 22,6 Prozent).
2006 gab es im Land rund 8,5 Millionen Haushalte. Die durchschnittliche Haushaltsgröße beträgt demnach 2,12 Personen. In 37 Prozent dieser Haushalte wohnt allerdings nur eine Person. Noch 1950 betrug die durchschnittliche Haushaltsgröße über 3 Personen. Der Anteil der Einpersonenhaushalte betrug 1950 nur 16,9 Prozent. Der Anteil der Alleinstehenden ist noch höher als der Anteil der Einpersonenhaushalte. 2006 waren rund 39 Prozent der Bevölkerung alleinstehend. In einer „klassischen“ Paarbeziehung mit Kindern leben nur rund ein Viertel der Nordrhein-Westfalen.
2006 hatte Nordrhein-Westfalen mit 1,36 Kindern je Frau die dritthöchste Fertilitätsrate unter den Ländern Deutschlands. 2007 stieg dieser Wert auf 1,39. Jedoch gibt es starke regionale Unterschiede. Vergleichsweise hohe Werte von über 1,5 finden sich im Norden und Osten des Landes. Den Spitzenplatz nimmt der Kreis Lippe mit 1,61 (2007) ein. Niedrige Werte finden sich im Ruhrgebiet, z. B. Bochum mit 1,15 oder Dortmund mit 1,33. Den höchsten Wert im Ruhrgebiet hat Duisburg mit 1,45. Remscheid ist die kreisfreie Stadt in Nordrhein-Westfalen mit der höchsten Fertilitätsrate, 1,56. Sehr niedrige Werte weisen die Landeshauptstadt Düsseldorf mit 1,29 und die bevölkerungsreichste Stadt Köln mit 1,26 auf. Bis 2017 war die Kinderzahl in Nordrhein-Westfalen auf 1,60 pro Frau gestiegen.
Die durchschnittliche Lebenserwartung lag im Zeitraum 2015/17 bei 78,1 Jahren für Männer und bei 82,7 Jahren für Frauen. Die Männer belegen damit unter den deutschen Bundesländern Rang 7, während Frauen Rang 13 belegen. Regional hatten 2013/15 Münster (Erwartung der Gesamtbevölkerung: 82,43 Jahre), Bonn (82,23) und Rheinisch-Bergischer Kreis (81,81) die höchste, sowie Oberhausen (78,86), Herne (78,62) und Gelsenkirchen (78,49) die niedrigste Lebenserwartung.

### Migration
| Rang | Staatsangehörigkeit | Insgesamt | Männlich | Weiblich |
| ---- | ------------------- | --------- | -------- | -------- |
| 01   | Türkei              | 492.460   | 252.690  | 239.770  |
| 02   | Syrien              | 286.035   | 167.210  | 118.825  |
| 03   | Ukraine             | 251.195   | 98.480   | 152.715  |
| 04   | Polen               | 222.360   | 115.480  | 106.875  |
| 05   | Rumänien            | 168.710   | 94.920   | 73.790   |
| 06   | Italien             | 141.135   | 81.035   | 60.100   |
| 07   | Bulgarien           | 106.165   | 55.940   | 50.225   |
| 08   | Griechenland        | 98.225    | 52.385   | 45.840   |
| 09   | Irak                | 94.420    | 52.105   | 42.320   |
| 10   | Serbien             | 79.165    | 35.045   | 35.150   |
| 11   | Afghanistan         | 69.335    | 43.450   | 25.885   |
| 12   | Niederlande         | 68.760    | 38.040   | 30.720   |
| 13   | Kosovo              | 68.570    | 36.230   | 32.340   |
| 14   | Russland            | 59.070    | 22.590   | 36.480   |
| 15   | Spanien             | 58.010    | 30.640   | 27.370   |

2022 betrug der Anteil der Einwohner mit Migrationshintergrund (registrierte Einwohner mit nicht deutscher Staatsangehörigkeit oder außerhalb Deutschlands geborene und seit 1950 zugewanderte Personen sowie deren Kinder) 33,5 Prozent. Der Anteil der Ausländer (registrierte Einwohner ohne deutsche Staatsangehörigkeit) an der Gesamtbevölkerung betrug am 31. Dezember 2022 13,8 Prozent. 2021 sprachen 29,0 Prozent der Kinder in Kindertageseinrichtungen (3–6 Jahre alt) in der Familie vorrangig nicht Deutsch.

### Bevölkerungsprognose

Die nebenstehenden Prognosen im Vergleich zur realen Entwicklung von 1990 bis 2018

Verschiedenen Prognosen zufolge wird die Bevölkerung Nordrhein-Westfalens in den kommenden Jahrzehnten deutlich schrumpfen. Die Bevölkerungsvorausberechnung der Statistikbehörde des Landes sagt eine Gesamtbevölkerung von nur noch 16,16 Millionen für das Jahr 2050 voraus. Der Anteil der über 65-Jährigen an der Gesamtbevölkerung wird der Prognose nach bis 2050 auf fast 30 Prozent steigen. Das Statistische Bundesamt Deutschland (Destatis) prognostiziert für NRW einen Bevölkerungsrückgang von etwa einer Million Menschen alle 20 Jahre. Die Bertelsmann Stiftung hat im Jahr 2011 die Prognose „Wegweiser Kommune“ veröffentlicht. Bis 2030 wird ein Bevölkerungsrückgang um ca. eine Million Einwohner prognostiziert.
Lt. der Prognose von IT.NRW aus 3/2016 geht der Bevölkerungsrückgang einher mit dem Rückgang der Erwerbspersonen für den Zeitraum 2014 bis 2040. Man rechnet mit einem Rückgang um rd. 7,9 % oder 693.000 Erwerbspersonen (bei den Männern um 5,2 % oder 248.000 von 4.739.000 auf 4.491.000 bzw. bei den Frauen um 11,1 % oder 445.000 von 4.013.000 auf 3.568.000).
Die Ergebnisse dieser Bevölkerungsprognosen fassen folgende Tabellen zusammen:
| Datum             | Einwohner  |
| ----------------- | ---------- |
| 31. Dezember 2010 | 17.818.000 |
| 31. Dezember 2015 | 17.596.000 |
| 31. Dezember 2020 | 17.364.000 |
| 31. Dezember 2025 | 17.112.000 |
| 31. Dezember 2030 | 16.832.000 |
| 31. Dezember 2035 | 16.510.000 |
| 31. Dezember 2040 | 16.136.000 |
| 31. Dezember 2045 | 15.702.000 |
| 31. Dezember 2050 | 15.219.000 |
| 31. Dezember 2055 | 14.716.000 |
| 31. Dezember 2060 | 14.230.000 |

| Datum             | Einwohner  |
| ----------------- | ---------- |
| 31. Dezember 2009 | 17.860.460 |
| 31. Dezember 2015 | 17.659.710 |
| 31. Dezember 2020 | 17.445.490 |
| 31. Dezember 2025 | 17.196.820 |
| 31. Dezember 2030 | 16.907.040 |

| Datum          | Einwohner  |
| -------------- | ---------- |
| 1. Januar 2014 | 17.571.900 |
| 1. Januar 2020 | 17.702.000 |
| 1. Januar 2025 | 17.737.300 |
| 1. Januar 2030 | 17.708.900 |
| 1. Januar 2035 | 17.602.200 |
| 1. Januar 2040 | 17.491.100 |
| 1. Januar 2045 | 17.321.600 |
| 1. Januar 2050 | 17.091.100 |
| 1. Januar 2055 | 16.813.700 |
| 1. Januar 2060 | 16.522.400 |

Mitte 2019 stellte das Statistische Landesamt eine neue Modellrechnung vor. Danach wird Nordrhein-Westfalen im Jahr 2040 voraussichtlich 18,08 Millionen Einwohner haben und damit schneller wachsen als bislang angenommen. Demnach wächst die Bevölkerung bis 2040 um 0,9 Prozent an. Die Bevölkerungszahl entwickelt sich voraussichtlich regional sehr unterschiedlich. Während die Einwohnerzahl im Rheinland mit seinen Agglomerationen vom Niederrhein bis Bonn erkennbar anwächst, geht sie in strukturschwächeren Regionen wie dem Sauerland, Siegerland und weiten Teilen des Ruhrgebiets zurück.

### Identifikation und kulturelle Identität

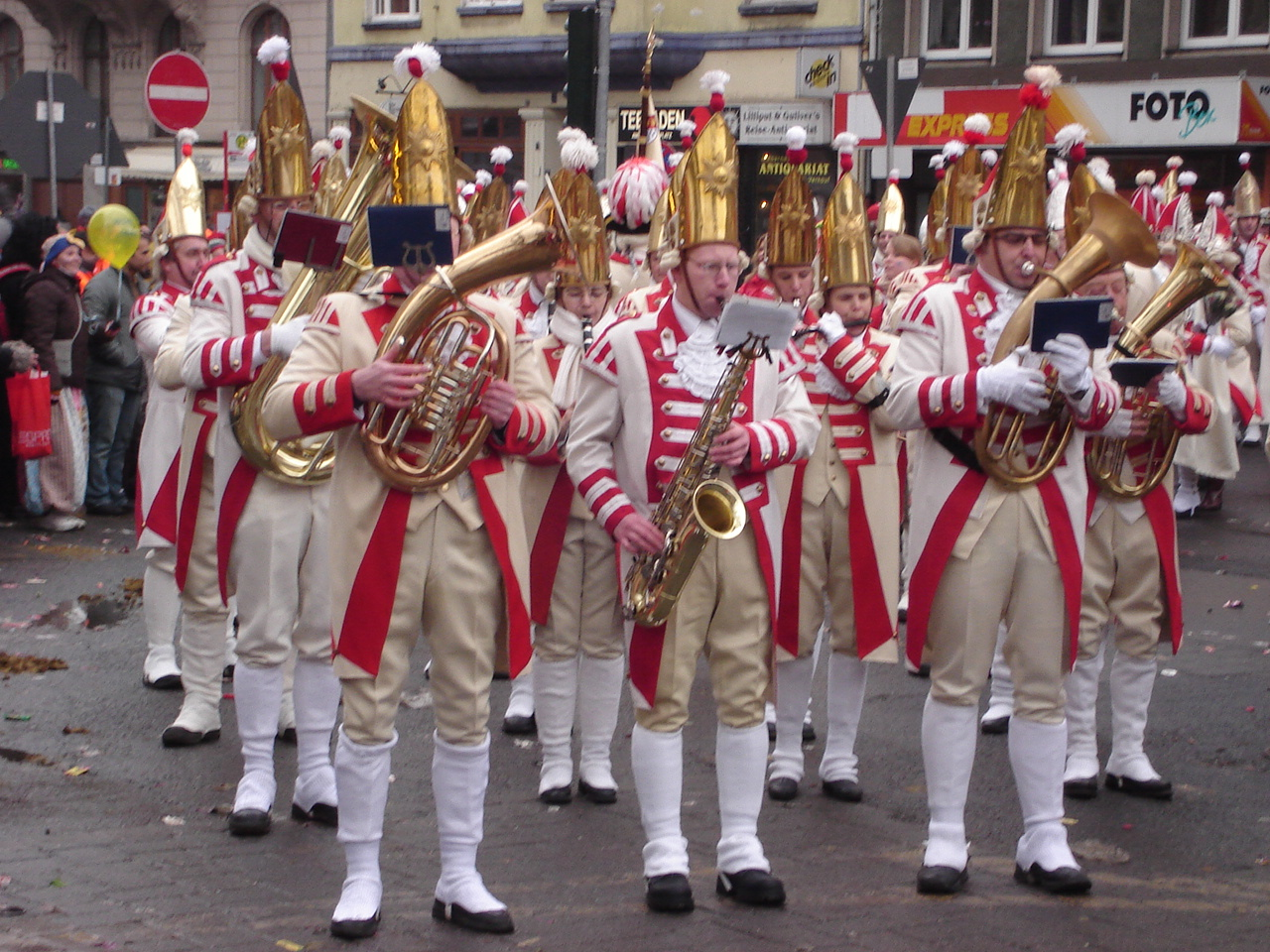
Der Karneval gilt manchen als Ausdruck rheinischer Lebensfreude.

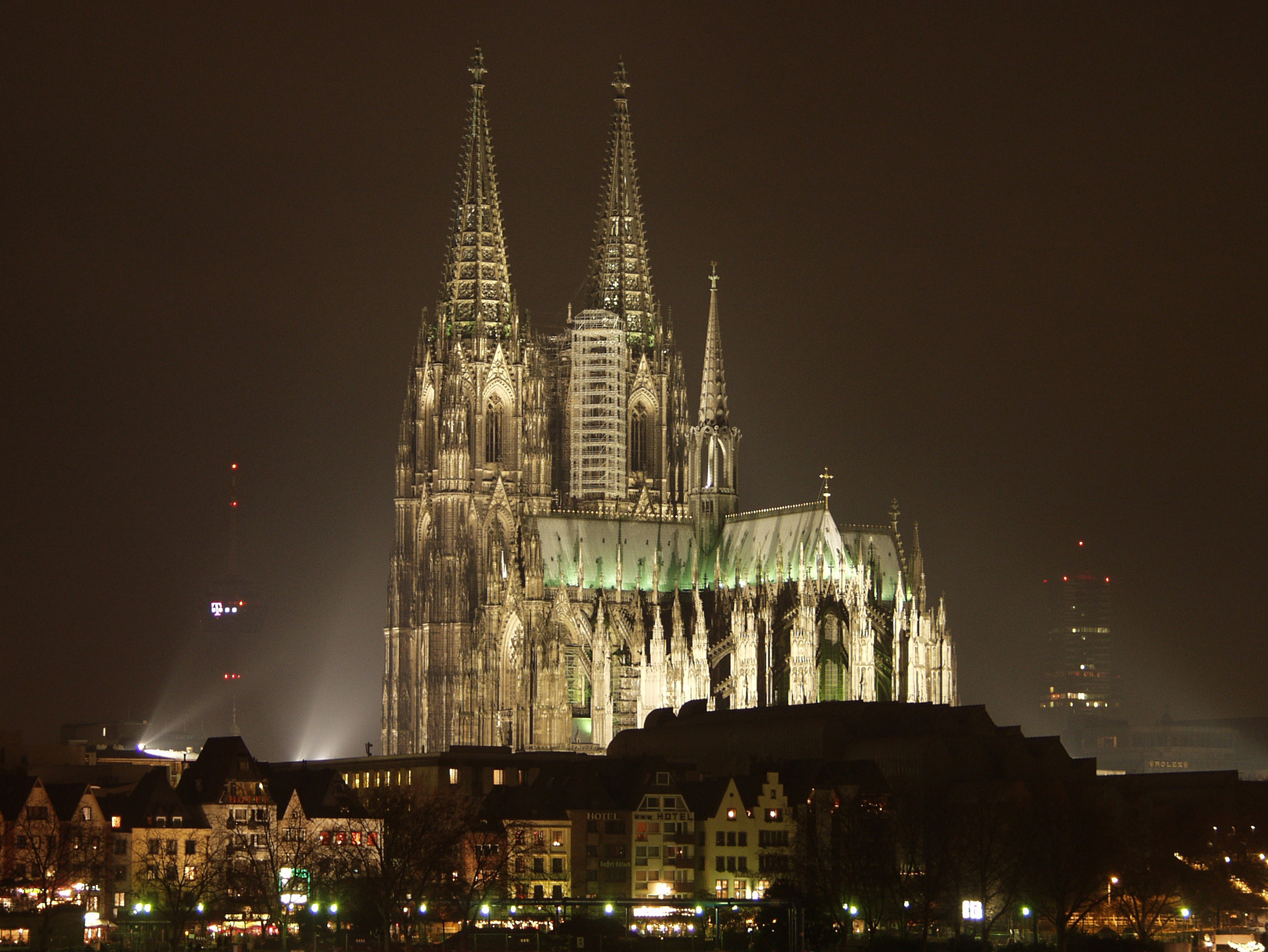
Der Kölner Dom ist das größte Kirchengebäude und eine der größten Touristenattraktionen Nordrhein-Westfalens.

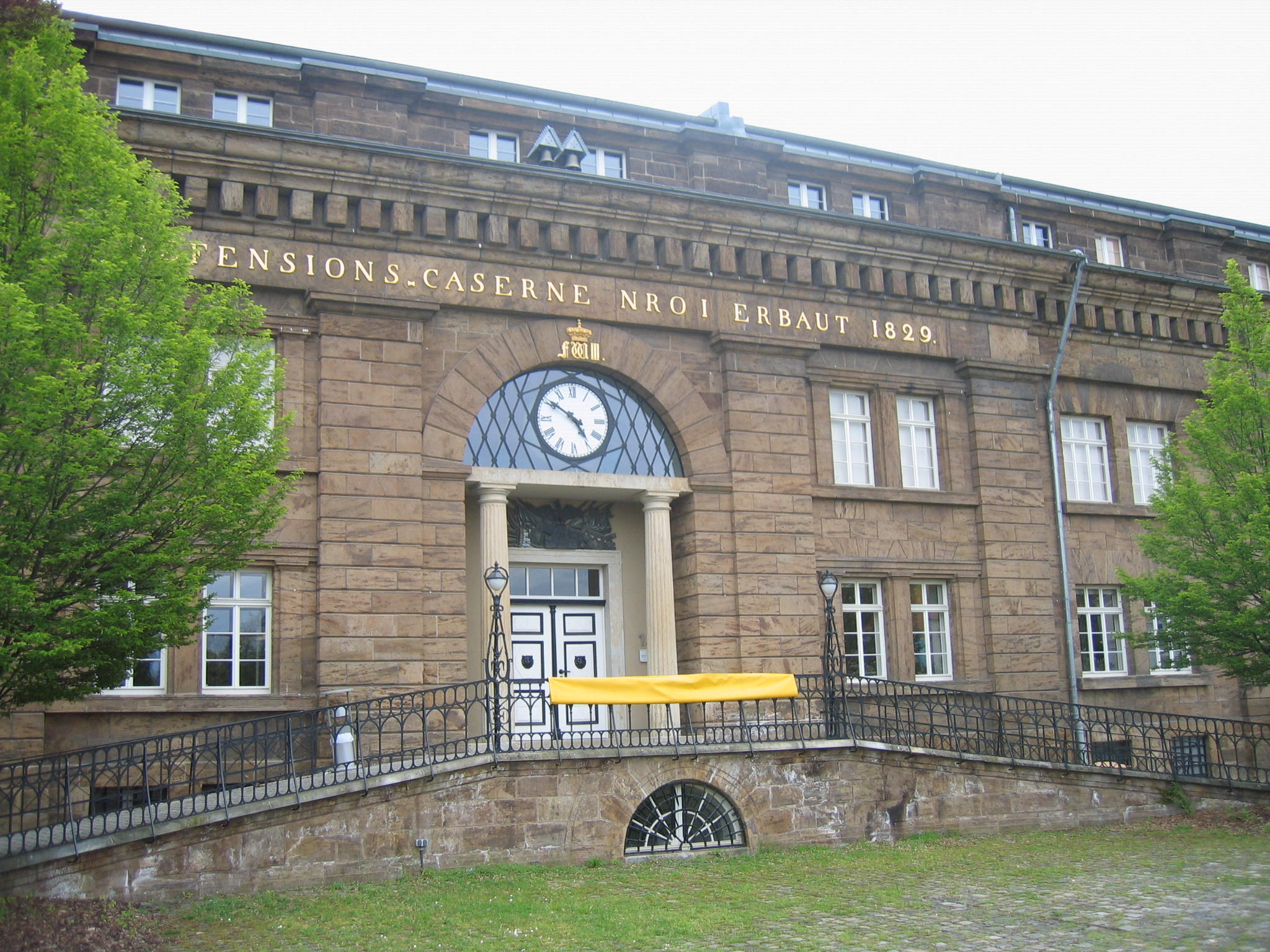
Preußische Defensionskaserne Minden: In den Preußen-Museen Minden und Wesel pflegt Nordrhein-Westfalen, der größte Nachfolgestaat Preußens, seine preußische Geschichts- und Erinnerungskultur und damit die preußischen Aspekte seiner kulturellen Identität.

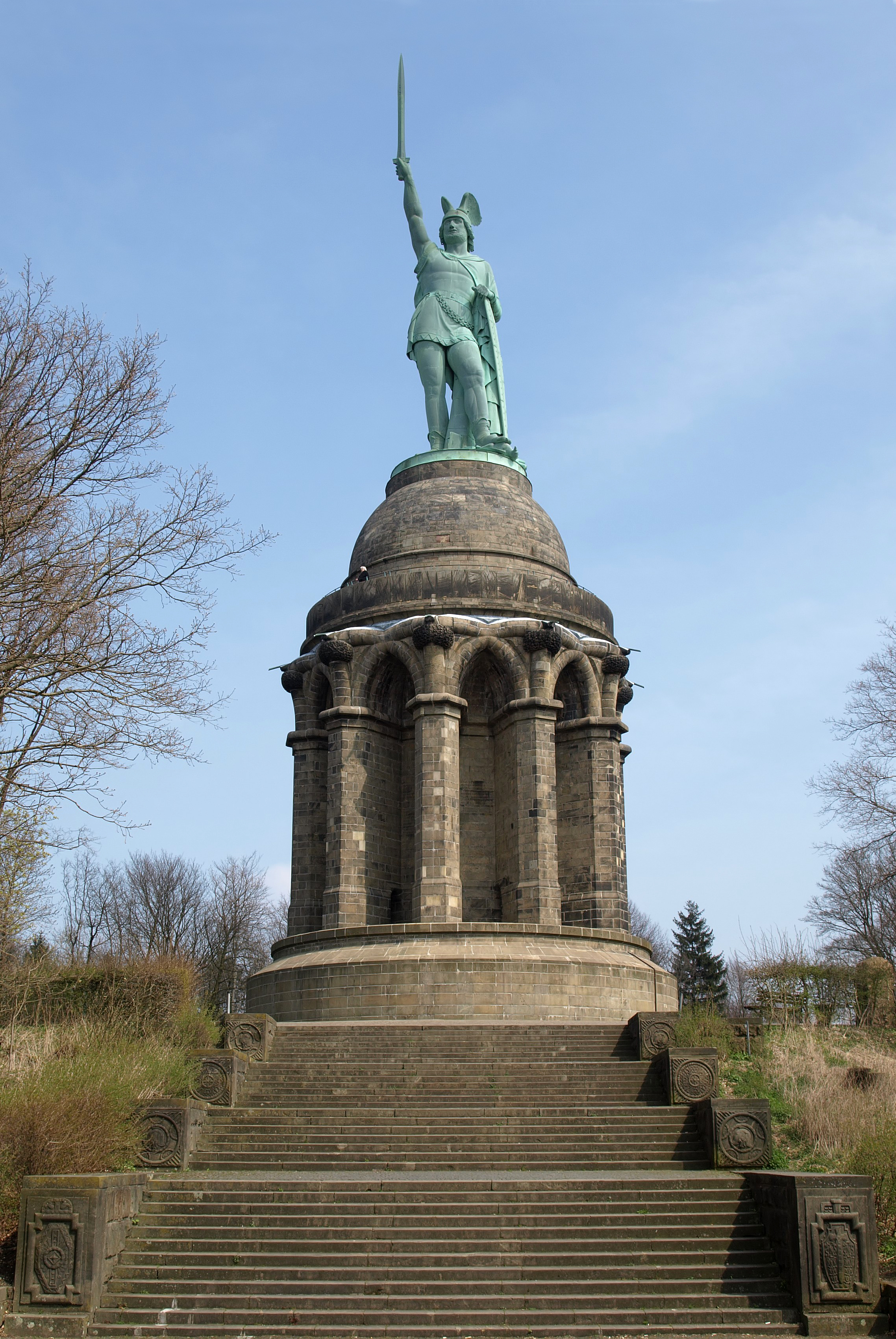
Hermannsdenkmal, höchste Statue Deutschlands und Wahrzeichen des lippischen Landesteils

Nordrhein-Westfalen ist manchmal „Bindestrich-Land“ genannt worden, weil es unter dem maßgeblichen Einfluss der Besatzungsmacht Vereinigtes Königreich in den Jahren 1946 und 1947 aus drei historisch unterschiedlichen Landesteilen gebildet wurde und seither keine starke Identifikation mit dem Land entstanden ist. Kulturelle Überlegungen traten bei der Staatsgründung hinter geopolitischen und wirtschaftlichen Überlegungen, das Ruhrgebiet als Ganzes einzubetten, zurück. Wirtschaftlich waren die Räume des Landes bereits früh, teilweise eng, miteinander verflochten.
Die Bewohner der drei Landesteile Westfalen, Lippe und Rheinland haben seit 1946 eine gewisse Identifikation mit dem Land entwickelt. Besonders seit den 1980er Jahren war ein Durchbruch zu einer deutlichen Landesidentität zu beobachten. Allerdings tritt dieses Bewusstsein häufig noch gegenüber dem Bewusstsein einer Zugehörigkeit zu einem Landesteil Nordrhein-Westfalens zurück. Trennend wirken vor allem historische, kulturelle und sprachliche Unterschiede zwischen dem Rheinland und Westfalen-Lippe. Große Teile von Westfalen-Lippe, vor allem im Norden und Osten, fühlen sich kulturräumlich und historisch den angrenzenden Regionen Niedersachsens verbunden. Aber auch innerhalb der anderen Regionen Nordrhein-Westfalens sind weitere ausgeprägte Regionalidentitäten vorhanden, die sich oftmals auf die in Mittelalter und Neuzeit gebildeten Territorien, ihre Herrscherhäuser und die damit einhergehenden konfessionellen Bindungen zurückführen lassen. Die heute 285 km lange rheinisch-westfälische Binnengrenze zwischen den ehemaligen preußischen Provinzen innerhalb des heutigen Landes wird über die preußische Zeit hinweg als uralte Kulturgrenze angesehen, die sich bis auf die fränkisch-sächsische Stammesgrenze des 8. Jahrhunderts zurückverfolgen lässt. Das Regionalbewusstsein der Lipper speist sich vor allem aus seiner langen Eigenständigkeit, denn kulturräumlich ist das Lipperland kaum vom restlichen Westfalen, insbesondere dem angrenzenden Minden-Ravensberg abzugrenzen. Die Identität der Rheinländer greift in ihrem Vorstellungsraum ebenfalls über die Grenzen Nordrhein-Westfalens hinaus und bezieht sich entlang des Rheins meist auf einen historischen Kulturraum, der in etwa der ehemaligen Rheinprovinz entspricht, also auch Teile des heutigen Rheinland-Pfalz und Randgebiete Ostbelgiens einbezieht (→ Rheinlande). Kennzeichnend für das Selbstbild der Rheinländer ist ferner ihr Bewusstsein für die Verflechtung mit und die Nachbarschaft zu Westeuropa.
Während im 19. Jahrhundert einzelne Territorien auf dem Gebiet des späteren Nordrhein-Westfalen (etwa das Herzogtum Kleve, die Grafschaft Mark und Minden-Ravensberg) bereits seit Jahrhunderten mit Brandenburg-Preußen verbunden waren, pflegten viele Bewohner (insbesondere der säkularisierten, ehemaligen geistlichen Territorien wie Kurköln und die Hochstifte Münster und Paderborn) als „Musspreußen“ ein weitgehend distanziertes Verhältnis zum preußischen Staat. Zum Ausdruck kam dies etwa während der Kölner Wirren, die 1837 in der Verhaftung des Kölner Erzbischofs Clemens August Droste zu Vischering gipfelten und die die Entstehung eines politischen Katholizismus im Rheinland und in Westfalen förderten, des Weiteren im Köln-Düsseldorfer Verbrüderungsfest im Sommer des Jahres 1843, als rheinische Bürger sich für die Beibehaltung ihres Rheinischen Rechts engagierten. Die Kluft vergrößerte sich für viele durch das Scheitern der Märzrevolution und durch den Kulturkampf, die repressiven Maßnahmen gegen die Bindung vieler Rheinländer und Westfalen an die römisch-katholische Kirche und an den Ultramontanismus. Durch die Gegensätze des im „fernen Berlin“ zentral gesteuerten preußischen Staats wurde die rheinische und westfälische Identitätsentwicklung gefördert. Großen Einfluss hatte ferner, dass Preußen die Rheinländer, die bis dahin auf verschiedene Herrschaftsgebiete verteilt gewesen waren, nicht nur in der Rheinprovinz vereinigte, sondern auch die für das rheinische Selbstbild prägende Rheinromantik förderte, vor allem im Bereich Mittelrhein. Entsprechendes lässt sich über die Westfalen sagen, die ebenfalls im 19. Jahrhundert durch Preußen in der Provinz Westfalen vereinigt wurden.
Bei den Landesbewohnern mit ausländischer Migrationsgeschichte, deren Anteil gerade in den verstädterten und industrialisierten Regionen nicht gering ist, kommt als identitätsbildender Faktor zur Geltung, dass ihre Kultur und Identität durch die Lebenswelt ihrer Herkunftskulturen mitgeprägt wird, etwa bei sogenannten Ruhrpolen, Aussiedlern und Spätaussiedlern, Türkeistämmigen und ihren Nachfahren. Nicht gering ist zudem der Anteil jener Landesbewohner, die aus anderen Bundesländern oder als Heimatvertriebene zugezogen sind und so eine in anderen deutschen oder vormals deutschen Landstrichen vorgeprägte Identität „mitgebracht“ haben. Das Merkmal der Mischung und Aufnahme verschiedener Menschen, Kulturen und Traditionen im Rheinland hatte den Schriftsteller Carl Zuckmayer 1946 – also schon lange vor der Arbeitsmigration der Gastarbeiter – zu seiner Metapher vom Rhein als der „Völkermühle Europas“ geführt.
Die alten Gegensätze zwischen den Landesteilen verblassen nur langsam. Die beiden Landschaftsverbände für Westfalen-Lippe und das Rheinland sind mit der regionalen Kulturpflege beauftragt und institutionalisieren gewissermaßen so die kulturräumliche Trennung des Landes. Mit Ostwestfalen-Lippe und insbesondere dem industriekulturell geprägten Ruhrgebiet sind aber mittlerweile auch landesteilübergreifende und neue identitätsstiftende Regionen entstanden. Durch den Prozess der europäischen Integration hat sich außerdem als eine weitere Identitätsebene – oberhalb des vorherrschenden Selbstbildes der Nordrhein-Westfalen als Deutsche – eine europäische Identität stärker ausgeprägt.

Logo des Nordrhein-Westfalen-Tages

Über 70 Jahre nach der Gründung Nordrhein-Westfalens ist insgesamt festzustellen, dass das Landesbewusstsein, gefördert durch Veröffentlichungen, Veranstaltungen (z. B. durch den Nordrhein-Westfalen-Tag), Auszeichnungen, Hoheitszeichen und Staatssymbole, Museen mit landesspezifischen Themen, den Bau und die Präsenz repräsentativer staatlicher Gebäude sowie durch Institutionen wie z. B. den Westdeutschen Rundfunk (WDR), sich entwickelt hat und dass die Identität der Landesbewohner sich räumlich zunehmend an den Landesgrenzen orientiert. In unterschiedlicher Weise und Intensität haben die jeweiligen Ministerpräsidenten und Landesregierungen die nordrhein-westfälische Identität der Landesbewohner zu fördern und zu nutzen versucht, etwa Franz Meyers (Gründung der Kunstsammlung Nordrhein-Westfalen), Johannes Rau (Wahlslogan Wir in NRW, später Name eines Blogs) und Jürgen Rüttgers (Slogan Wir im Westen, später Stiftung des Nordrhein-Westfalen-Tages). Von einem besonders starken allgemeinen Landesbewusstsein ist gleichwohl noch nicht zu sprechen. Durch ein Haus der Geschichte Nordrhein-Westfalen, das zum 75. Landesjubiläum im Jahr 2021 im Mannesmann-Haus im Regierungsviertel Düsseldorfs eine erste Ausstellung zeigte, will das Land Nordrhein-Westfalen seine Entwicklung bis in die Gegenwart vermitteln und dazu einladen, sich mit Vergangenheit, Gegenwart und Zukunft des Landes auseinanderzusetzen. Damit sollen auch ein Staatsbewusstsein und eine selbstbewusste Landesidentität gefördert werden. Anlässlich des 60. Jahrestages der Landesgründung schenkte der WDR dem Land das Landeslied Lied für NRW, welches als inoffizielle Landeshymne gilt.

### Toleranz im bundesweiten Vergleich
In der „Mitte-Studie“ von 2015 wurde die Zustimmung zu ausländerfeindlichen Aussagen in einzelnen deutschen Bundesländern untersucht. 78,8 % der Nordrhein-Westfalen lehnten ausländerfeindliche Aussagen ab. Dies war die höchste Ablehnungsrate für ausländerfeindliche Aussagen in einem Flächenland (Bundesdurchschnitt: 75,7 %).

### Lebenszufriedenheit im bundesweiten Vergleich
Im seit 2011 erhobenen Glücksatlas belegen die Einwohner des Bundeslandes regelmäßig einen der oberen Plätze. 2022 belegt das Land Nordrhein-Westfalen den dritten Platz unter den 16 Bundesländern. Im Durchschnitt bewerteten die Einwohner hier ihre Lebenszufriedenheit auf einer Skala von 0 bis 10 mit dem Wert 6,98 (Bundesdurchschnitt: 6,68). Hohe Werte erreichten vor allem das Münsterland und Westfalen.

### Religions- und Weltanschauungsgemeinschaften

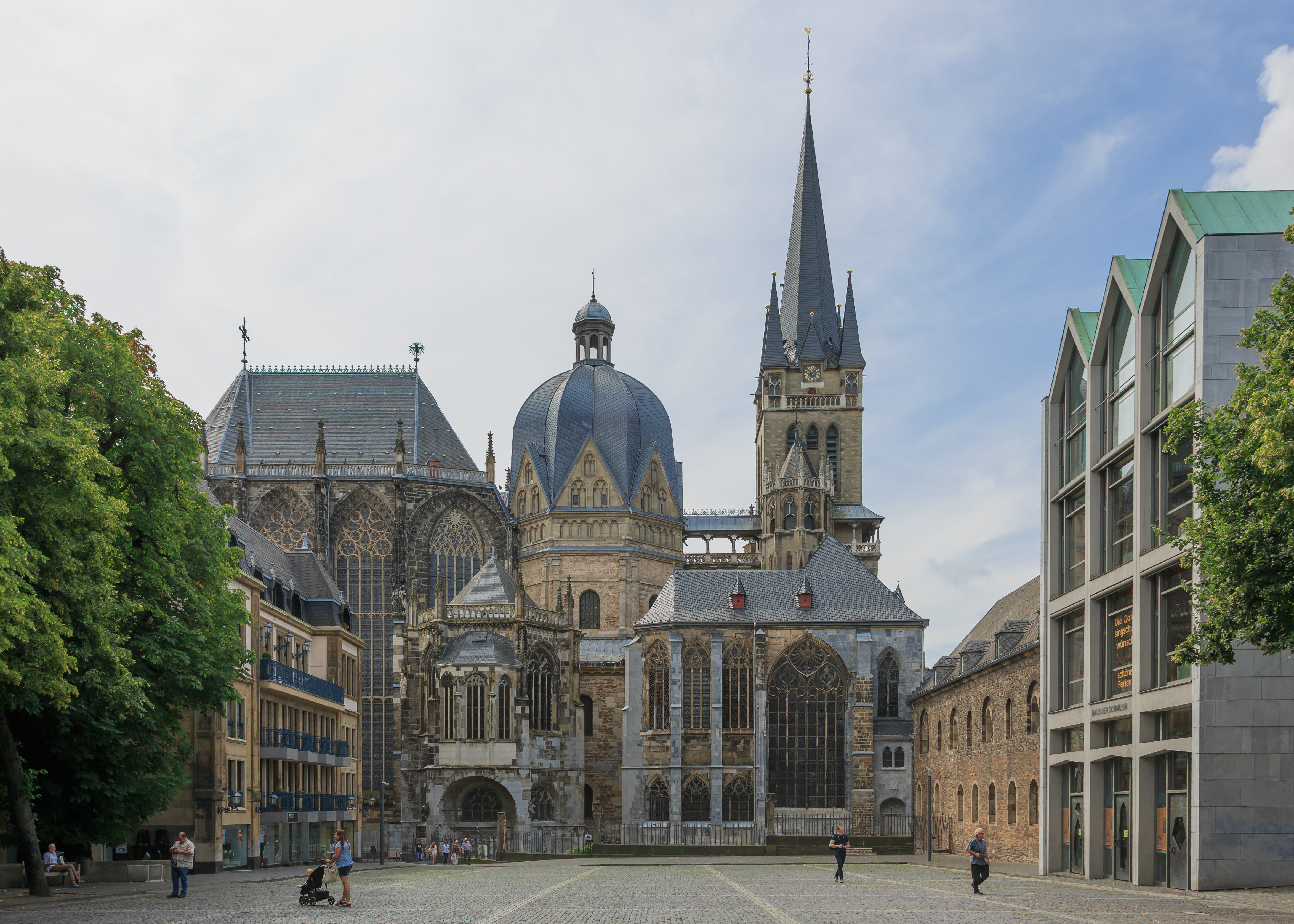
Aachener Dom, Kathedrale des Bistums Aachen und bedeutendes Beispiel der karolingischen Renaissance

Ende 2023 hatte Nordrhein-Westfalen 18.190.422 Einwohner. Davon waren 32,7 % Mitglieder der katholischen Kirche, 20,8 % der evangelischen Kirche und 46,5 % waren konfessionslos, gehörten einer anderen Glaubensgemeinschaft an oder machten keine Angabe. Ende 2022 waren 33,8 % der Einwohner Mitglieder der katholischen Kirche, 21,5 % der evangelischen Kirche, 44,6 % waren konfessionslos, gehörten einer anderen Glaubensgemeinschaft an oder machten keine Angabe.
Im Jahr 2024 kehrten 160.469 Einwohner von NRW (rund 1 % der Gesamtbevölkerung) den Kirchen den Rücken. 2023 traten 197.012 Einwohner aus den Kirchen aus, 2022 waren es 223.509 Austritte und im Jahr 2021 155.322.
Die größte nichtchristliche Bevölkerungsgruppe (Stand 2011) mit einem religiösen Bekenntnis waren Muslime mit ca. acht Prozent der Bevölkerung, die überwiegend der sunnitischen Glaubensrichtung des Islams angehören.

### Dialekte und Sprachen
Umgangs- und Amtssprache ist Deutsch. Die Dialekte und Sprachen in Nordrhein-Westfalen variieren wegen der kulturräumlichen Uneinheitlichkeit des Landesgebiets. Im rheinischen Landesteil finden sich überwiegend rheinische Regiolekte, in Westfalen und Lippe vor allem westfälische Regiolekte des Hochdeutschen, die ihre Wurzeln in westfälischen Dialekten des Niederdeutschen haben. Das unter dem Einfluss von Immigration entstandene Ruhrdeutsch ist ein Beispiel für einen Regiolekt. Durch Sprachunterricht und Einwanderung hat sich die Mehrsprachigkeit der Bewohner im Laufe der letzten Jahrzehnte beträchtlich erhöht. Die Aussprache lautet auf niederdeutsch Noordrhien-Westfalen

### Persönlichkeiten
Nordrhein-Westfalen bzw. das Gebiet des heutigen Landes hat zahlreiche bedeutende Persönlichkeiten hervorgebracht. Mit an der Spitze internationaler Bekanntheit dürften der Komponist Ludwig van Beethoven, der Maler Peter Paul Rubens und der Rennfahrer Michael Schumacher stehen. Allein fünf Bundespräsidenten wurden im späteren Nordrhein-Westfalen geboren: Gustav Heinemann, Heinrich Lübke, Johannes Rau, Walter Scheel, Frank-Walter Steinmeier. Mit Konrad Adenauer, Gerhard Schröder und Friedrich Merz stammen auch drei Bundeskanzler aus Nordrhein-Westfalen. Bekannte weitere Persönlichkeiten sind Otto III., Friedrich Engels, Joseph Beuys, Heinrich Böll, Annette von Droste-Hülshoff, Heinrich Heine, Wilhelm Conrad Röntgen und Alfred Krupp.

## Bildung und Forschung

### Schulen
Das nordrhein-westfälische Schulsystem sieht nach einer vierjährigen Regelzeit auf der Grundschule den Besuch einer der weiterführenden Schulformen Hauptschule, Realschule, Gymnasium, Gesamtschule oder Sekundarschule vor. Höchste schulische Abschlussprüfung ist die Allgemeine Hochschulreife, die in der Regel nach dreijährigem Absolvieren der gymnasialen Oberstufe auf einer weiterführenden Schule als Zentralabitur abgelegt wird.

#### Anzahl der Schülerinnen und Schüler nach Schulformen
| Schulform                                 | Anzahl der Schülerinnen und Schüler | Anteil an der Gesamtzahl der Schülerinnen und Schüler |
| ----------------------------------------- | ----------------------------------- | ----------------------------------------------------- |
| Grundschule                               | 708140                              | 28,35 %                                               |
| Hauptschule                               | 48254                               | 1,93 %                                                |
| Volksschule                               | 200                                 | 0,01 %                                                |
| Förderschule                              | 84073                               | 3,37 %                                                |
| Realschule                                | 198836                              | 7,96 %                                                |
| Primus (Schulversuch)                     | 2968                                | 0,12 %                                                |
| Sekundarschule                            | 53551                               | 2,14 %                                                |
| Gesamtschule                              | 354211                              | 14,18 %                                               |
| Waldorfschule                             | 16554                               | 0,66 %                                                |
| Hiberniaschule                            | 1030                                | 0,04 %                                                |
| Freie Waldorfförderschule                 | 1567                                | 0,06 %                                                |
| Gymnasium                                 | 505982                              | 20,25 %                                               |
| Weiterbildungskolleg                      | 14102                               | 0,56 %                                                |
| Berufskolleg                              | 500810                              | 20,05 %                                               |
| Klinikschule                              | 2461                                | 0,10 %                                                |
| Förderschule im Bereich der Realschule    | 151                                 | 0,01 %                                                |
| Förderschule im Bereich des Gymnasiums    | 252                                 | 0,01 %                                                |
| Förderschule im Bereich des Berufskollegs | 5020                                | 0,20 %                                                |
| Gesamtzahl:                               | 2498162                             | 100,00 %                                              |

Öffentliche Schulen besuchen 2.291.698 Schülerinnen und Schüler (91,74 %), private Schulen besuchen 206.464 Schülerinnen und Schüler (8,26 %).

#### Investitionen in Schülerinnen und Schüler
Nordrhein-Westfalen gibt im Vergleich mit den anderen Bundesländern seit 2010 (mit Ausnahme des Jahres 2015) je Schüler an allgemeinbildenden und beruflichen Schulen am wenigsten für Bildung aus.

### Hochschulen und Forschungseinrichtungen

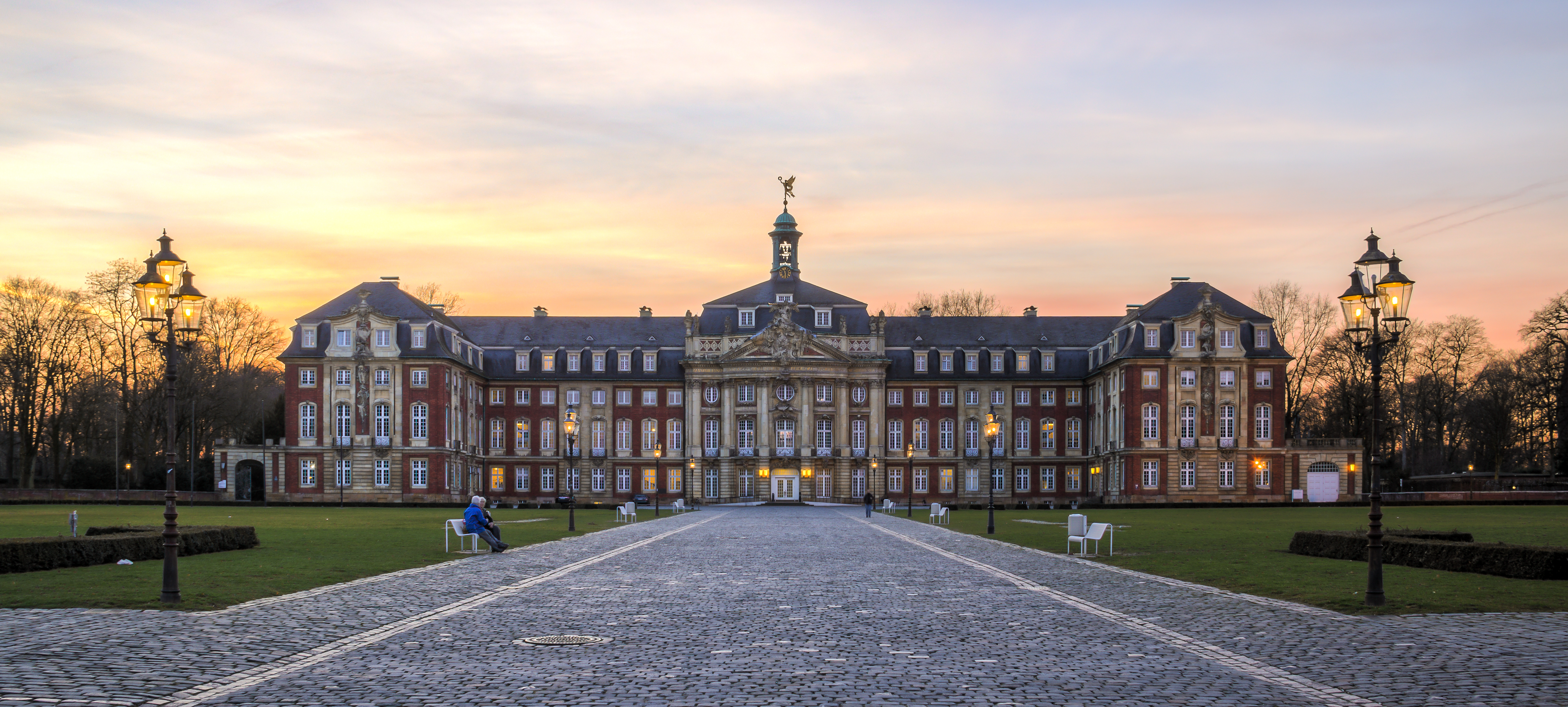
Fürstbischöfliches Schloss Münster, Sitz und Wahrzeichen der Universität Münster

Insgesamt hat das Land 14 Universitäten und 16 Fachhochschulen, sieben staatliche Kunst- und Musikhochschulen, 26 anerkannte private und kirchliche Hochschulen sowie fünf Verwaltungshochschulen. An den nordrhein-westfälischen Hochschulen waren im Wintersemester 2020/2021 rund 770.000 Studenten eingeschrieben, davon 98.000 im Erstsemester.
In den 1950er Jahren gab es in Nordrhein-Westfalen nur wenige Universitäten, darunter die Universität Münster, die Universität zu Köln und die Rheinische Friedrich-Wilhelms-Universität Bonn. Seit den 1960er Jahren wurden vermehrt neue Hochschulen gegründet. Die Universitäten in Bochum, Duisburg/Essen, Hagen, Köln und Universität Münster sowie die RWTH Aachen sind die Universitäten mit den größten Studierendenzahlen des Landes und gehören zu den zehn größten Universitäten in Deutschland.
Zu den wichtigsten Forschungseinrichtungen in Nordrhein-Westfalen zählen das Forschungszentrum Jülich, Einrichtungen der Helmholtz-Gemeinschaft Deutscher Forschungszentren, der Max-Planck-Gesellschaft und der Fraunhofer-Gesellschaft.

## Wirtschaft und Verkehr

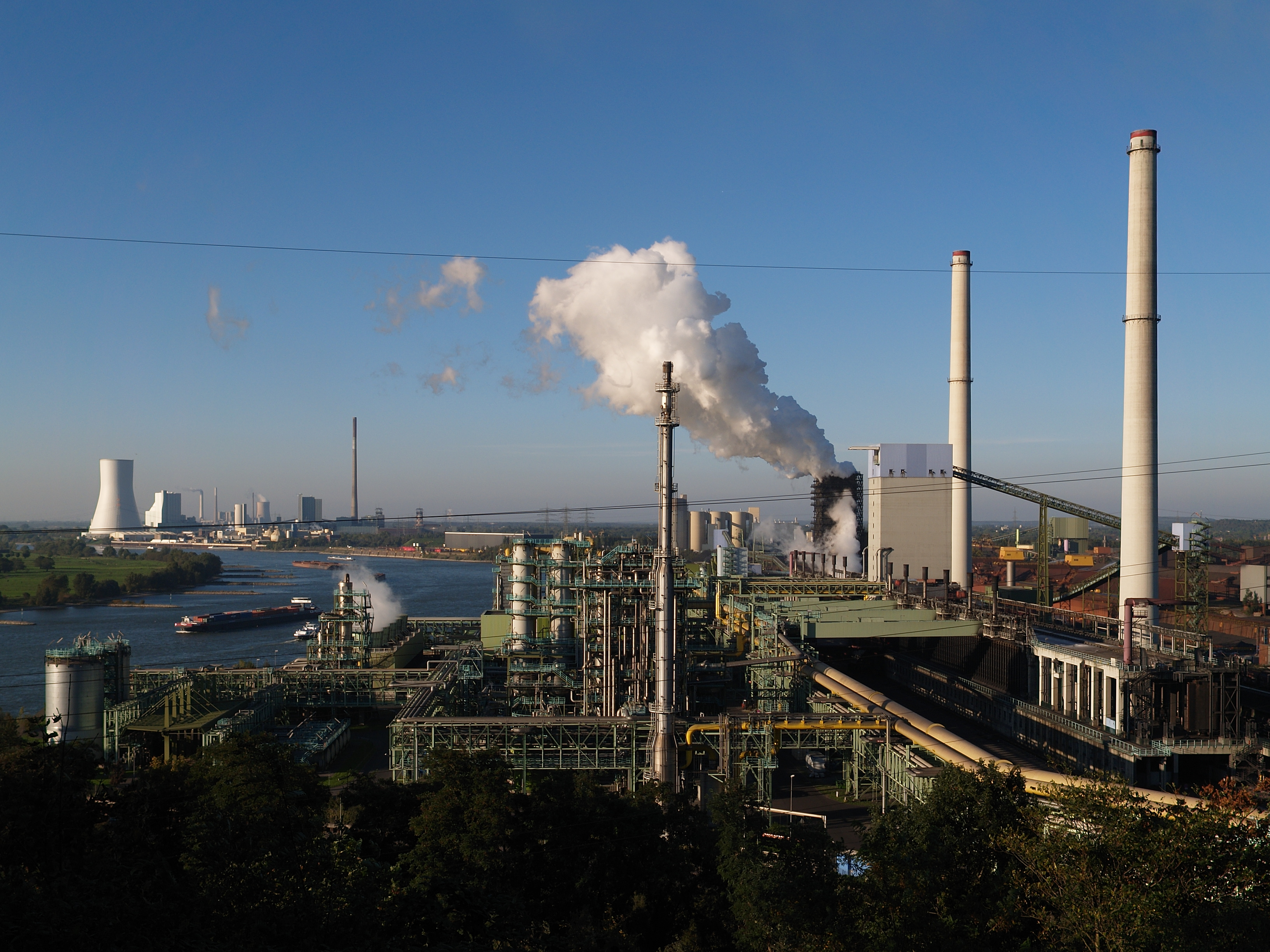
Werk von Thyssenkrupp in Duisburg; ThyssenKrupp ist das größte der verbliebenen Unternehmen aus der Montanindustrie.

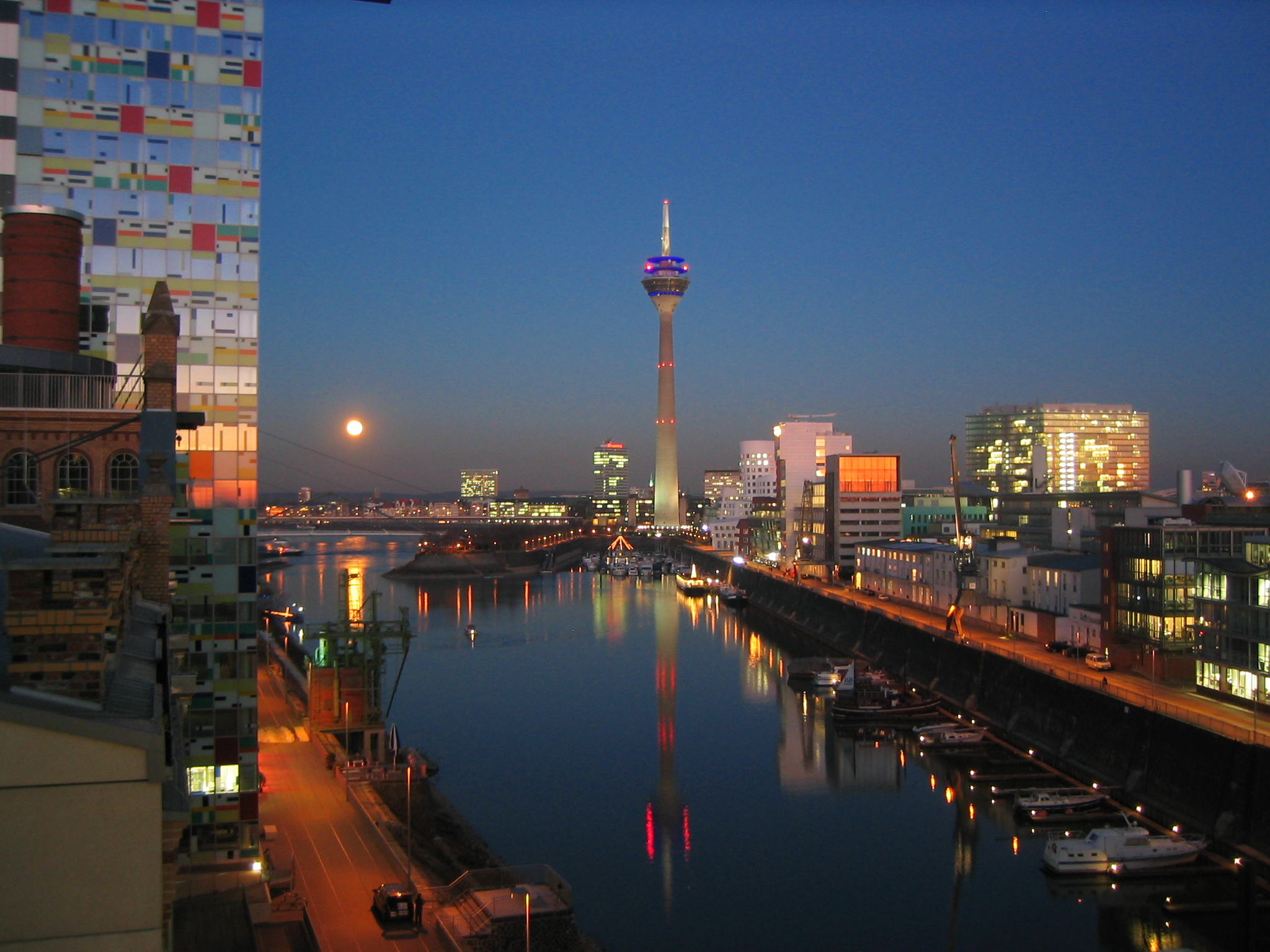
Der Medienhafen in Düsseldorf ist ein Beispiel für den Strukturwandel in Nordrhein-Westfalen. Das frühere Hafen- und Industriegebiet in der Nähe des nordrhein-westfälischen Regierungsviertels wurde zu einem Büro- und Hotelstandort restrukturiert.

### Wirtschaft
Land von Kohle und Stahl war in den 1950er und 1960er Jahren eine durchaus treffende Selbst- und Fremdbeschreibung für Nordrhein-Westfalen. Der montanindustriell geprägte Raum an Rhein und Ruhr war eine der wichtigsten Industrieregionen Europas und trug zum Wiederaufbau und zum Wirtschaftswunder nicht nur im Land, sondern in der gesamten Bundesrepublik entscheidend bei. Seine Zukunft war nach dem Zweiten Weltkrieg aufgrund der Ruhrfrage zunächst international politisch umstritten gewesen. Über das Ruhrstatut und den Schuman-Plan wurde ab Ende der 1940er Jahre der Weg hin zu einer europäischen Vergemeinschaftung des Montansektors in Gestalt der Europäischen Gemeinschaft für Kohle und Stahl beschritten. Spätestens seit den 1960er Jahren machte sich die starke Ausrichtung des Ruhrgebiets auf die Montanindustrie dann als Monostruktur negativ bemerkbar. Immer wiederkehrende Stahl- und Kohlekrisen ließen den montanindustriellen Sektor immer mehr zusammenschmelzen. Dagegen erlebten im produzierenden Sektor die Unternehmen jenseits des Ruhrgebiets, insbesondere im Maschinenbau sowie in der metall- und eisenverarbeitenden Industrie, einen erheblichen Aufschwung. Der Strukturwandel fiel in Nordrhein-Westfalen regional sehr unterschiedlich aus. Während immer noch Teile des alten Reviers hohe Arbeitslosenzahlen aufweisen, hat sich ein Strukturwandel von der überwiegend industriell geprägten Gesellschaft zur Wissensgesellschaft vollzogen.
Nordrhein-Westfalen war mit einem Bruttoinlandsprodukt (BIP) von 711,419 Milliarden Euro im Jahr 2019 das wirtschaftsstärkste Land Deutschlands und eines der wichtigsten Wirtschaftszentren der Welt. Bei der Betrachtung des Bruttoinlandsprodukts pro Einwohner liegt Nordrhein-Westfalen im Mittelfeld der Länder Westdeutschlands. Die Arbeitslosenquote beträgt 7,5 % (Dezember 2024). Dieser Wert liegt über der bundesdeutschen und deutlich über der westdeutschen Arbeitslosenquote. Die nordrhein-westfälische Arbeitslosenquote ist die höchste aller westdeutschen Flächenländer. Im Zeitraum von 2005 bis 2019 stieg unter allen Bundesländern in Nordrhein-Westfalen die Armutsgefährdungsquote am stärksten, nämlich von 14,4 auf 18,5 %.
Nach Erhebungen des amerikanischen Wirtschaftsmagazins Fortune haben vier der hundert umsatzstärksten Unternehmen der Welt ihren Sitz in Nordrhein-Westfalen. Einer Erhebung des Wirtschaftsblattes zufolge waren 2009 in Nordrhein-Westfalen die zehn umsatzstärksten Unternehmen E.ON (Versorger), Metro (Einzelhandel), Deutsche Telekom (Telekommunikation), Aldi Nord und Aldi Süd (Einzelhandel), Rewe (Einzelhandel), RWE (Versorger), Deutsche Post AG (Logistik und Transport), Thyssenkrupp (Maschinen- und Anlagenbau), Deutsche BP (Versorger) und die Bayer AG (Pharma und Chemie). Deutschlandweit kann das Land mit rund 135 Milliarden Euro (rund 29 Prozent aller Direktinvestitionen in Deutschland, beide Stand Ende 2009) die höchsten ausländischen Direktinvestitionen aller deutschen Länder verbuchen.
| Jahr | Arbeitslosenquote in % |
| ---- | ---------------------- |
| 2000 | 9,2                    |
| 2001 | 8,8                    |
| 2002 | 9,2                    |
| 2003 | 10,0                   |
| 2004 | 10,2                   |
| 2005 | 12,0                   |
| 2006 | 11,4                   |
| 2007 | 9,5                    |
| 2008 | 8,5                    |
| 2009 | 8,9                    |
| 2010 | 8,7                    |
| 2011 | 8,1                    |
| 2012 | 8,1                    |
| 2013 | 8,3                    |
| 2014 | 8,2                    |
| 2015 | 8,0                    |
| 2016 | 7,7                    |
| 2017 | 7,4                    |
| 2018 | 6,8                    |
| 2019 | 6,5                    |
| 2020 | 7,5                    |
| 2021 | 7,3                    |
| 2022 | 5,8                    |

### Verkehr

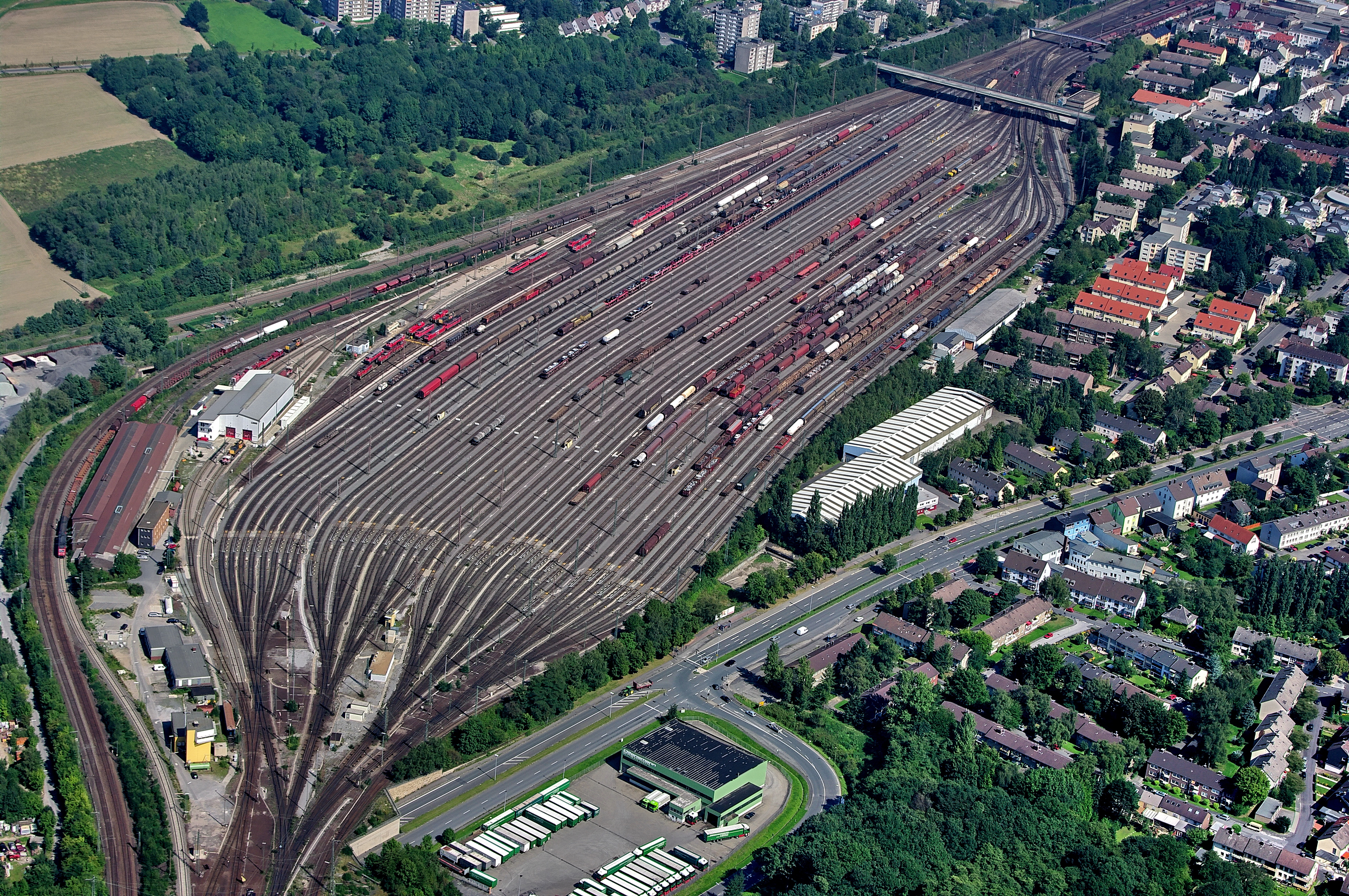
Gleisanlage des Rangierbahnhofes in Hagen-Vorhalle

Einhergehend mit der zentralen Lage im wichtigsten europäischen Wirtschaftsraum, der hohen Bevölkerungsdichte, der starken Urbanisierung und der zahlreichen Wirtschaftsstandorte weist Nordrhein-Westfalen eines der dichtesten Verkehrsnetze weltweit auf. 2015 entfiel jede dritte Staumeldung in Deutschland auf Nordrhein-Westfalen.
Im Ruhrgebiet und Rheinland besteht ein großes S-Bahn-Netz sowie weit verzweigte Stadt- und Straßenbahnnetze. Außerhalb dieses Ballungsraums verfügt nur Bielefeld über ein Stadtbahnnetz. Im Rahmen des Rhein-Ruhr-Express wird der Regionalexpressverkehr zurzeit stark ausgebaut. Ziel ist u. a. ein 15-Minuten-Takt zwischen Köln, Duisburg und Dortmund. Der Bahnhof Köln Eifeltor ist Deutschlands größter Containerumschlagbahnhof für den kombinierten Frachtverkehr Schiene/Straße. Im Güterverkehr zählt der Bahnhof Hagen-Vorhalle zu den größten Rangierbahnhöfen Deutschlands.
Der Duisburger Hafen gilt als Verkehrsdrehscheibe der deutschen Binnenschifffahrt. Bedeutendste Binnenwasserstraße in Nordrhein-Westfalen ist der Rhein. Daneben spielen der Rhein-Herne-Kanal (RHK), der Wesel-Datteln-Kanal (WDK), der Datteln-Hamm-Kanal (DHK) und der Dortmund-Ems-Kanal (DEK) eine bedeutende Rolle für Binnenschifffahrt.
Die beiden wichtigsten Drehkreuze im internationalen Flugverkehr sind die Flughäfen Düsseldorf (viertgrößter deutscher Flughafen nach Passagierzahlen) und Köln/Bonn (drittgrößter deutscher Flughafen nach Frachtaufkommen). Weitere Flughäfen mit regelmäßigem Linien- und Charterverkehr sind der Flughafen Dortmund, der Flughafen Niederrhein, der Flughafen Münster/Osnabrück und der Flughafen Paderborn/Lippstadt.
Die Stadt Münster ist deutschlandweit für ihre Fahrradfreundlichkeit bekannt.

## Kultur und Freizeit

### Kunst- und Kulturlandschaft

Die Neue Philharmonie Westfalen, eines der drei Landesorchester, in der Kölner Philharmonie

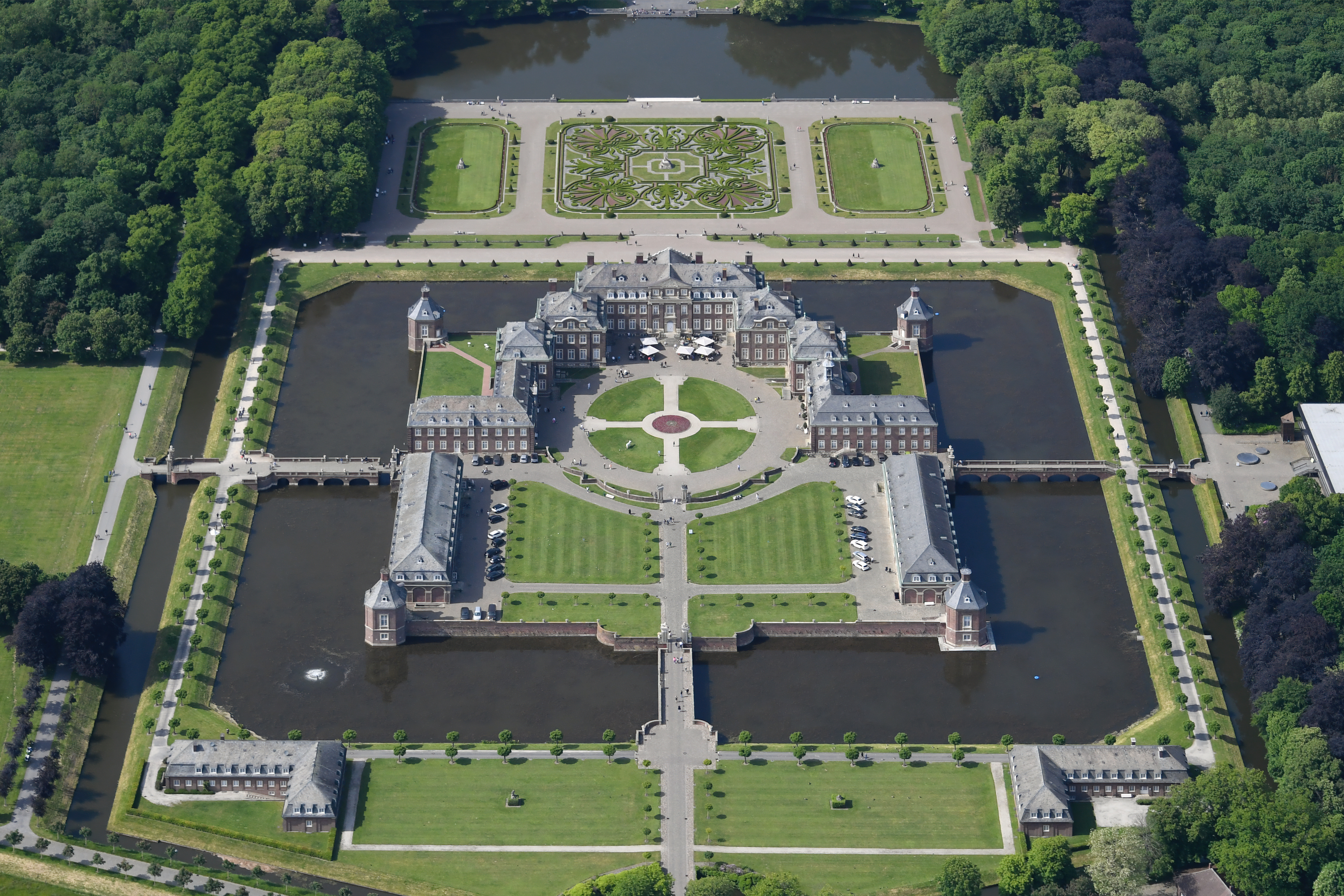
Schloss Nordkirchen, als „Westfälisches Versailles“ bekanntes Barockschloss, in der „Burgen- und Schlösserlandschaft“ Nordrhein-Westfalens

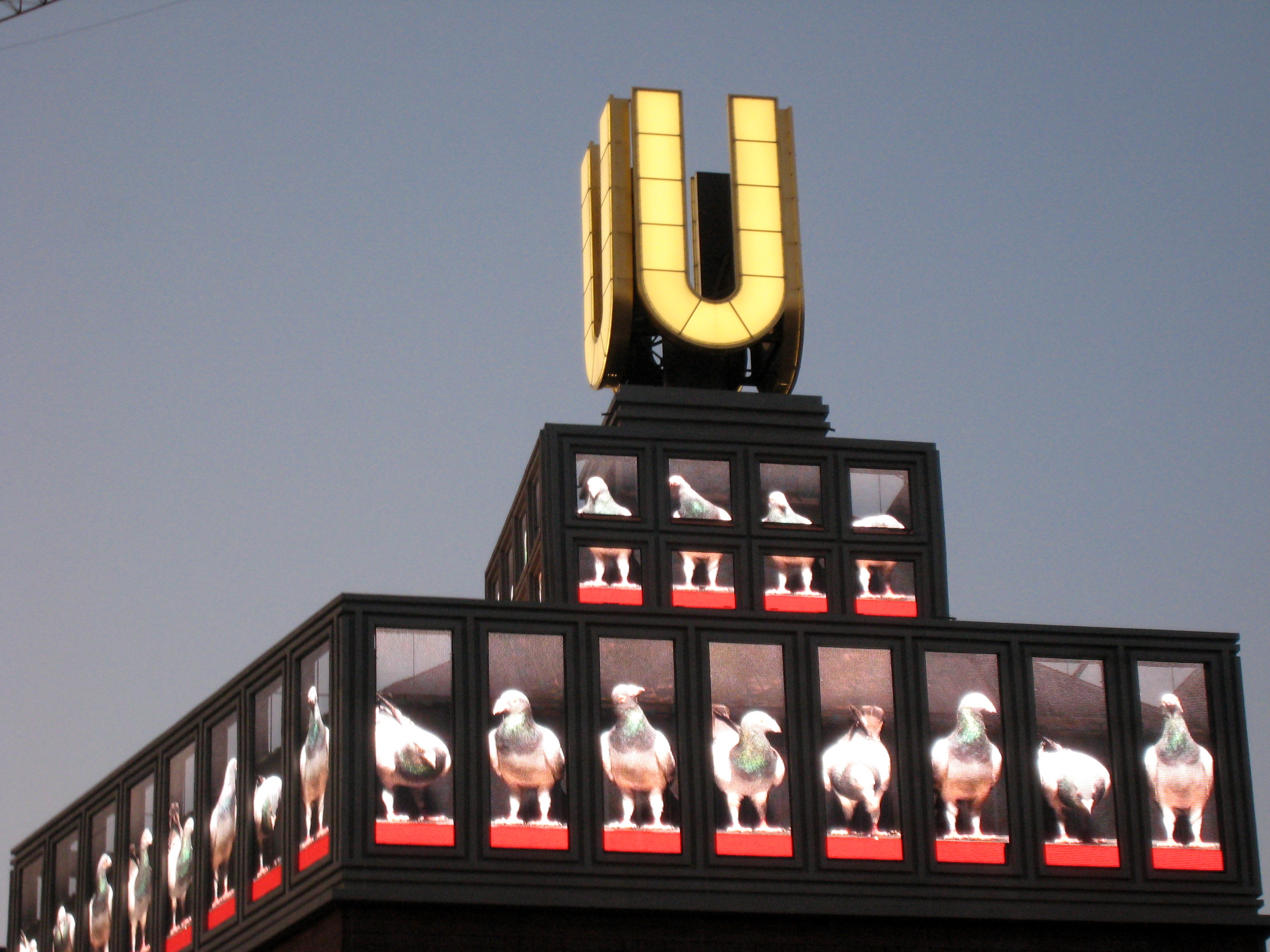
Das Dortmunder U, Sitz des Museums Ostwall mit der Animation „Fliegende Bilder“ von Adolf Winkelmann

Die Förderung von Kunst und Kultur in Nordrhein-Westfalen ist in der Landesverfassung als ein Staatsziel festgeschrieben. Nordrhein-Westfalen unterstützt eine Vielzahl an künstlerischen und kulturellen Projekten und Institutionen, fast ausschließlich im Lande, auf Bundesebene die Stiftung Preußischer Kulturbesitz, die Kulturstiftung der Länder, die Kunst- und Ausstellungshalle der Bundesrepublik Deutschland sowie das Goethe-Institut. Alleine durch die bloße Einwohnerzahl des Landes leben im Land zahlreiche Kulturschaffende, nach einer Schätzung etwa 30.000 Künstler. Eine bedeutende Rolle bei der nationalen und internationalen Förderung des Films und der Medien spielt die Film- und Medienstiftung Nordrhein-Westfalen. Vergleichbares leistet die Kunststiftung NRW für den Bereich Kunst und Kultur.
Kennzeichnend für die Kunst- und Kulturszene Nordrhein-Westfalens ist ihre Vielfältigkeit und ihr Polyzentrismus. Gründe dafür liegen unter anderem in den ausgeprägten regionalen Unterschieden des Landes in kulturräumlicher Sicht, deren auffälligste Kulturgrenze zwischen Westfalen-Lippe und dem Rheinland verläuft, und in der Landesgeschichte, die das Entstehen einer auch in kultureller Hinsicht dominierenden Metropole oder Residenzstadt nicht ermöglichte. Bedeutende Kultureinrichtungen finden sich daher über das Land verteilt. Impulse für die Kultur- und Kunstentwicklungen im heutigen Land gingen nur selten „von oben aus“. Besonders die Arbeiterkultur im Ruhrgebiet ist dafür ein Beispiel. Die Arbeiterkultur bildete eine der Wurzeln für den Wandel des Ruhrgebiets von einer industriell dominierten Region hin zu einer „Kulturmetropole“, die – wie andere Industrieregionen Nordrhein-Westfalens – ihre Industriekultur weiter als wichtigen Bestandteil ihrer kulturellen Identität sieht. 2010 war das Ruhrgebiet Kulturhauptstadt Europas.
Mit der Art Cologne ist in Nordrhein-Westfalen die größte Kunstmesse Deutschlands und die älteste der Welt beheimatet. Weitere bekannte Kunstmessen sind die Art Düsseldorf, die Große Kunstausstellung NRW Düsseldorf und der Rundgang der Kunstakademie Düsseldorf. Düsseldorf und Köln sind bekannt als Zentren der Kunst und des Kunsthandels sowie Standorte bedeutender Kunstsammlungen und Ausstellungshäuser, darunter in Düsseldorf die Kunstsammlung Nordrhein-Westfalen, die Kunsthalle Düsseldorf, das Museum Kunstpalast und das NRW-Forum, in Köln die Gemäldegalerie Wallraf-Richartz-Museum & Fondation Corboud sowie das Museum Ludwig. In Dortmund befindet sich das Museum Ostwall. Essen ist Standort des Museums Folkwang und in Münster befindet sich das LWL-Museum für Kunst und Kultur. Auf der Museumsmeile in Bonn befinden sich mit dem Kunstmuseum Bonn und der Kunst- und Ausstellungshalle der Bundesrepublik Deutschland zwei der bedeutendsten Kunstmuseen des Landes. Zu den bedeutendsten Theaterbühnen Deutschlands zählen das Schauspielhaus Bochum und das Schauspiel Köln. Das einzige Staatstheater Nordrhein-Westfalens ist das Düsseldorfer Schauspielhaus. Die bekanntesten Opernhäuser sind die Oper Köln, das Opernhaus Dortmund, das Aalto-Theater in Essen sowie die Deutsche Oper am Rhein in Düsseldorf und Duisburg. Das Theater Dortmund stellt eines der großen Dreispartenhäuser in Deutschland dar. Das Konzerthaus Dortmund, die Tonhalle Düsseldorf, die Philharmonie Essen und die Kölner Philharmonie sind die bekanntesten Konzerthallen des Landes. Bekannteste Kunsthochschulen sind die Kunstakademie Düsseldorf, die Hochschule für Musik Detmold und die Folkwang Universität der Künste.

### Architektur

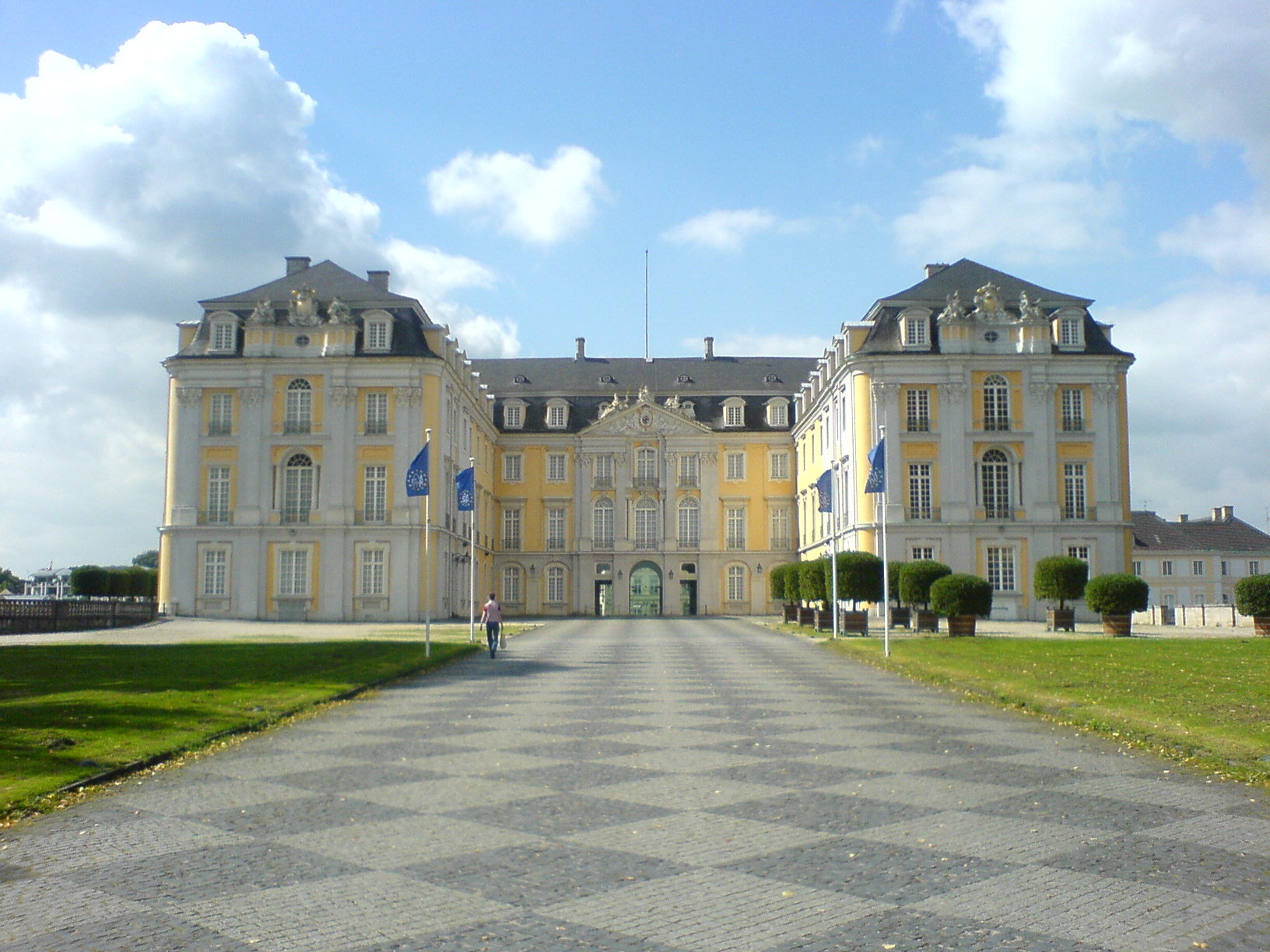
Schloss Augustusburg in Brühl

Die größte Touristenattraktion des Landes und zugleich der Bundesrepublik ist der Kölner Dom mit rund sechs Millionen Besuchern jährlich. Neben dem Kölner Dom zählen auch der Aachener Dom und die Schlösser Augustusburg und Falkenlust, seit 2001 die Zeche und Kokerei Zollverein sowie seit 2014 auch das Kloster Corvey zu den UNESCO-Welterbestätten des Landes. Im westfälisch-lippischen Landesteil ist die Fachwerkbauweise noch sehr verbreitet und oft Stadtbild prägende Architektur. Die derzeit ältesten, datierten Fachwerkhäuser (u. a. mit dem sog. Eckmännekenhaus von 1471) befinden sich in der Hansestadt Warburg im südlichen Ostwestfalen. Die Region des Sauerlands sowie der Eifel sind architektonisch ebenfalls geprägt mit der Fachwerkbauweise, hier insbesondere mit der Ziegeldeckung mittels Schiefer. Die Zechenarchitektur ist das herausragendste Beispiel zahlreicher Industriedenkmäler in den Städten an Rhein und Ruhr, deren historische Innenstadtbereiche dagegen im Zweiten Weltkrieg oder bereits während der Industrialisierung vielfach zerstört wurden. Als Staat drückt sich Nordrhein-Westfalen durch eine Vielzahl staatlicher Bauten aus, insbesondere durch den Landtag Nordrhein-Westfalen und die Gebäude der Landesregierung im Regierungsviertel von Düsseldorf. Ludwig Mies van der Rohe ist der weltweit wohl bekannteste Architekt aus dem Gebiet des heutigen Nordrhein-Westfalens.

### Natur

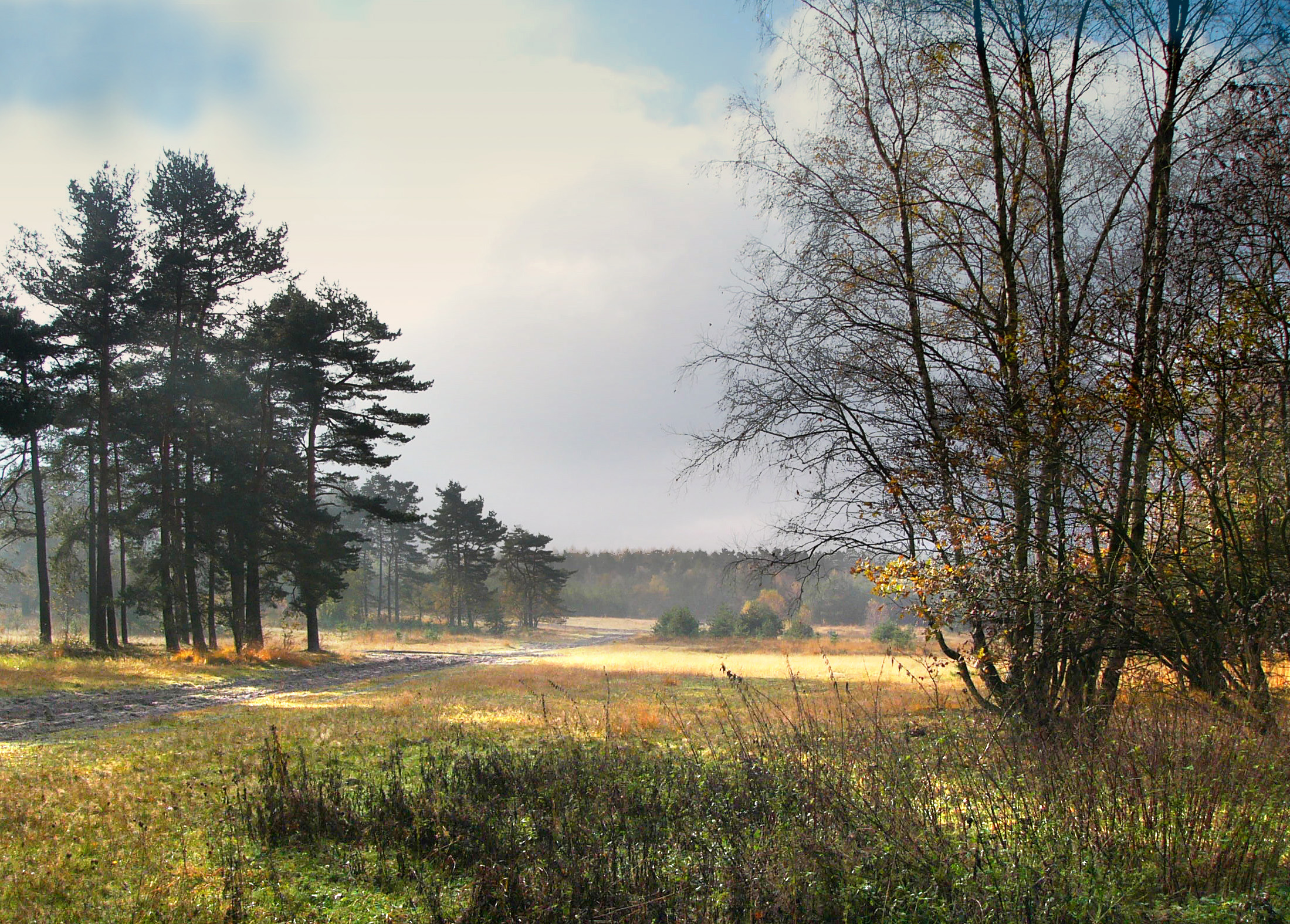
Die Senne in Ostwestfalen-Lippe ist die bedeutendste zusammenhängende Heidelandschaft in Nordrhein-Westfalen.

Die Natur in Nordrhein-Westfalen ist typisch für den mitteleuropäischen Naturraum. Verbreitet sind in Nordrhein-Westfalen vor allem Arten, die an ausgeräumte Kulturlandschaften oder waldige Mittelgebirgslandschaften angepasst sind. Die ursprüngliche artenreiche Flora und Fauna ist jedoch aufgrund der hohen Siedlungsdichte, der großen Industriezentren des Landes, des Bergbaus, der fast flächendeckenden landwirtschaftlichen und forstwirtschaftlichen Nutzung sowie der fast völligen verkehrstechnischen Erschließung wie in kaum einer anderen Region Europas bedroht. Der Strukturwandel im Ruhrgebiet und Umweltschutzmaßnahmen führten insgesamt zu einer starken Verbesserung der Luft- und Wasserqualität in der Region Rhein-Ruhr. Nordrhein-Westfalen ist etwa zu 25 Prozent bewaldet. Für den Naturschutz und die Naherholung für die Bewohner der dichtbesiedelten Region Rhein-Ruhr weisen daher vor allem die bewaldeten Mittelgebirgsregionen des Landes eine bedeutende Rolle auf. Nordrhein-Westfalen hat Anteil an 14 Naturparks. Der größte dieser Parks ist der Naturpark Teutoburger Wald/Eggegebirge in Ostwestfalen-Lippe. Mit dem Nationalpark Eifel besitzt das Land seit 2004 einen Nationalpark.

### Tourismus

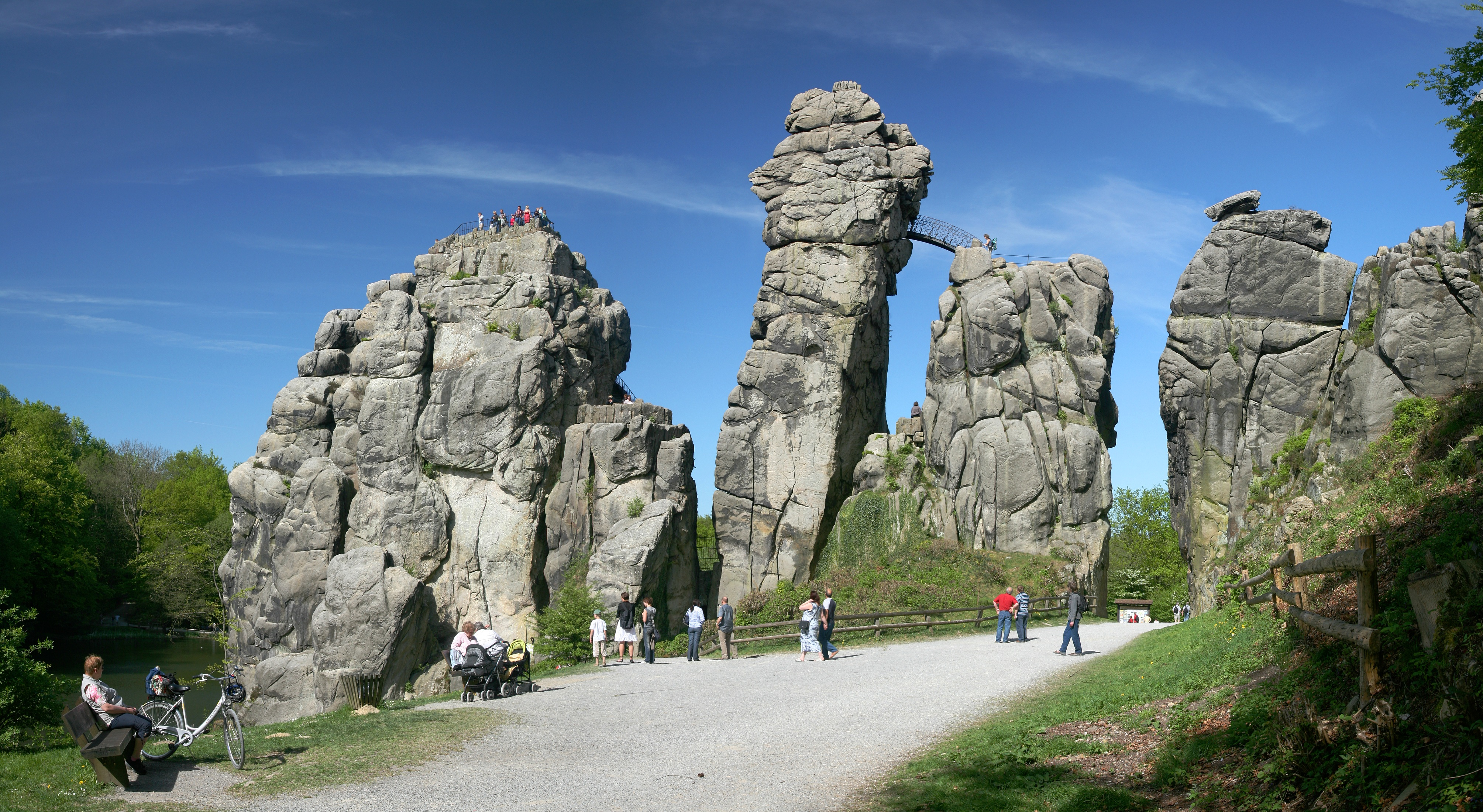
Die Externsteine, eine Hauptattraktion des Tourismus im Teutoburger Wald

Die Beherbergungsbetriebe des Landes hatten im Jahr 2012 etwa 20 Millionen Gäste, die insgesamt rund 45,4 Millionen Mal übernachteten. Die meisten Übernachtungen wurden 2012 im Reisegebiet Teutoburger Wald verzeichnet (6,5 Millionen), gefolgt vom Sauerland und dem Reisegebiet „Köln und Rhein-Erft-Kreis“ mit jeweils 6,2 Millionen Übernachtungen. Die Übernachtungszahl ausländischer Gäste lag 2012 bei über 9,2 Millionen. Dabei sind die Gäste aus den Niederlanden mit rund 25,2 Prozent der Übernachtungen die bedeutendste Gruppe. Mit deutlichem Abstand folgen Touristen aus dem Vereinigten Königreich (7,7 Prozent), Belgien (6,3 Prozent), den USA (5,2 Prozent) und Frankreich (4,1 Prozent).

### Kulinarisches

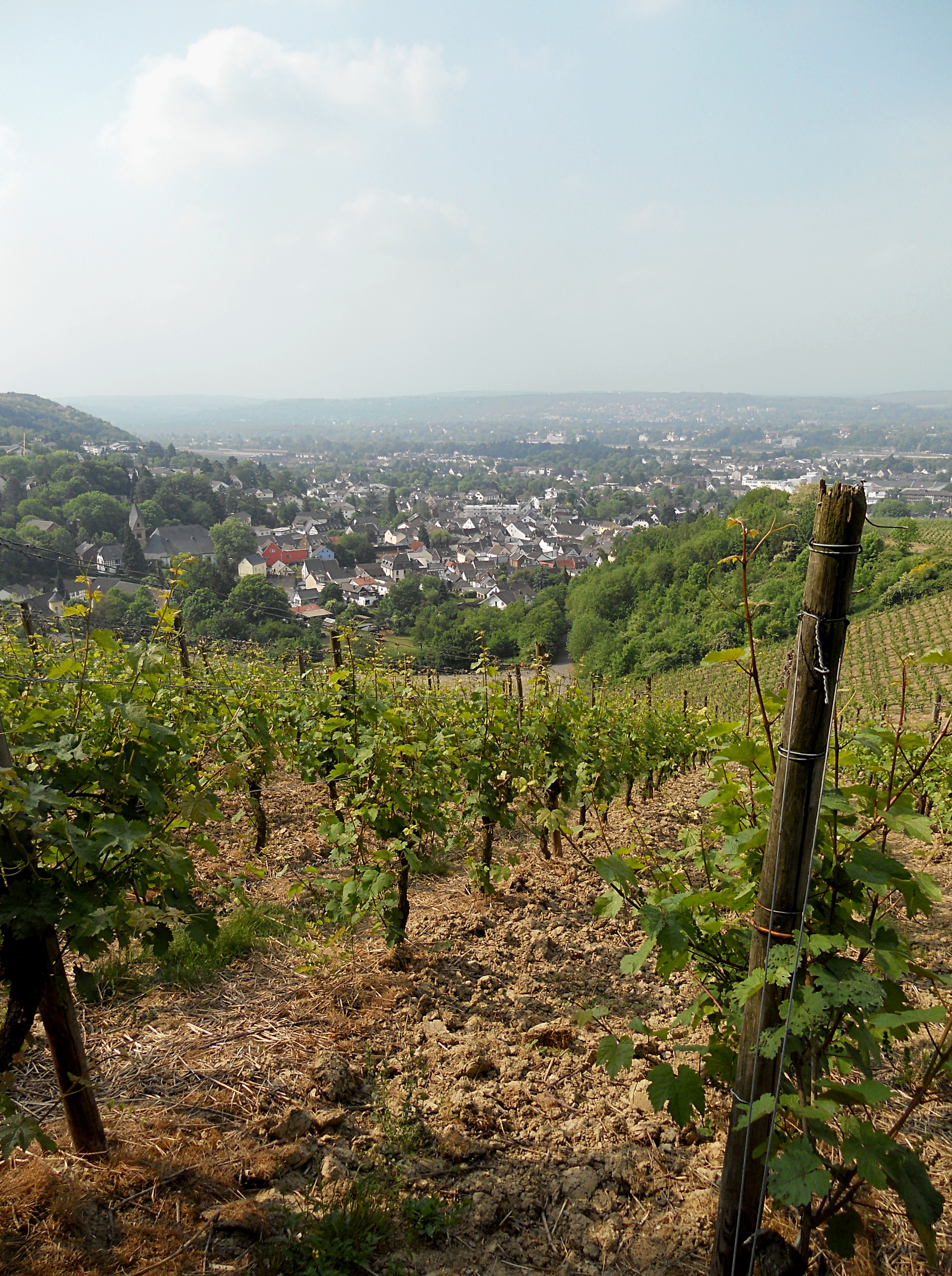
Weinbau bei Oberdollendorf

In Bezug auf die nordrhein-westfälische Küche ist wieder die Zweiteilung in einen rheinischen und westfälisch-lippischen Teil zu erkennen. Zu der Rheinischen Küche zählen auch die Küchen des Niederrheins und des Bergischen Landes. Die Westfälische Küche und die hierzu zählende Lippische Küche sind im weiteren Sinne ein Teil der norddeutschen Küche. Die Westfälische Küche ist vor allem deftig, ein Beispiel ist Westfälischer Schinken auf Pumpernickel. Auch andere Fleisch-, Wurst- und Brotspezialitäten spielen dort eine große Rolle. Die Rheinische Küche ist ebenfalls bodenständig, erscheint im Vergleich zur Westfälischen Küche aber etwas raffinierter. Ein bekanntes Beispiel für Rheinische Küche ist der Rheinische Sauerbraten. Im Südwesten des Landes am Rhein wird Wein im Weinbaugebiet Mittelrhein (Großlage Petersberg) angebaut. Ansonsten ist Nordrhein-Westfalen ein „Bierland“. Neben dem vor allem in Westfalen verbreiteten Pils, das in den 1970er Jahren das bis dahin vorherrschende Exportbier zurückdrängte, gibt es mit Altbier und Kölsch zwei obergärige Biersorten, die vor allem im Rheinland verbreitet sind.

### Sport

Logo von Sportland NRW

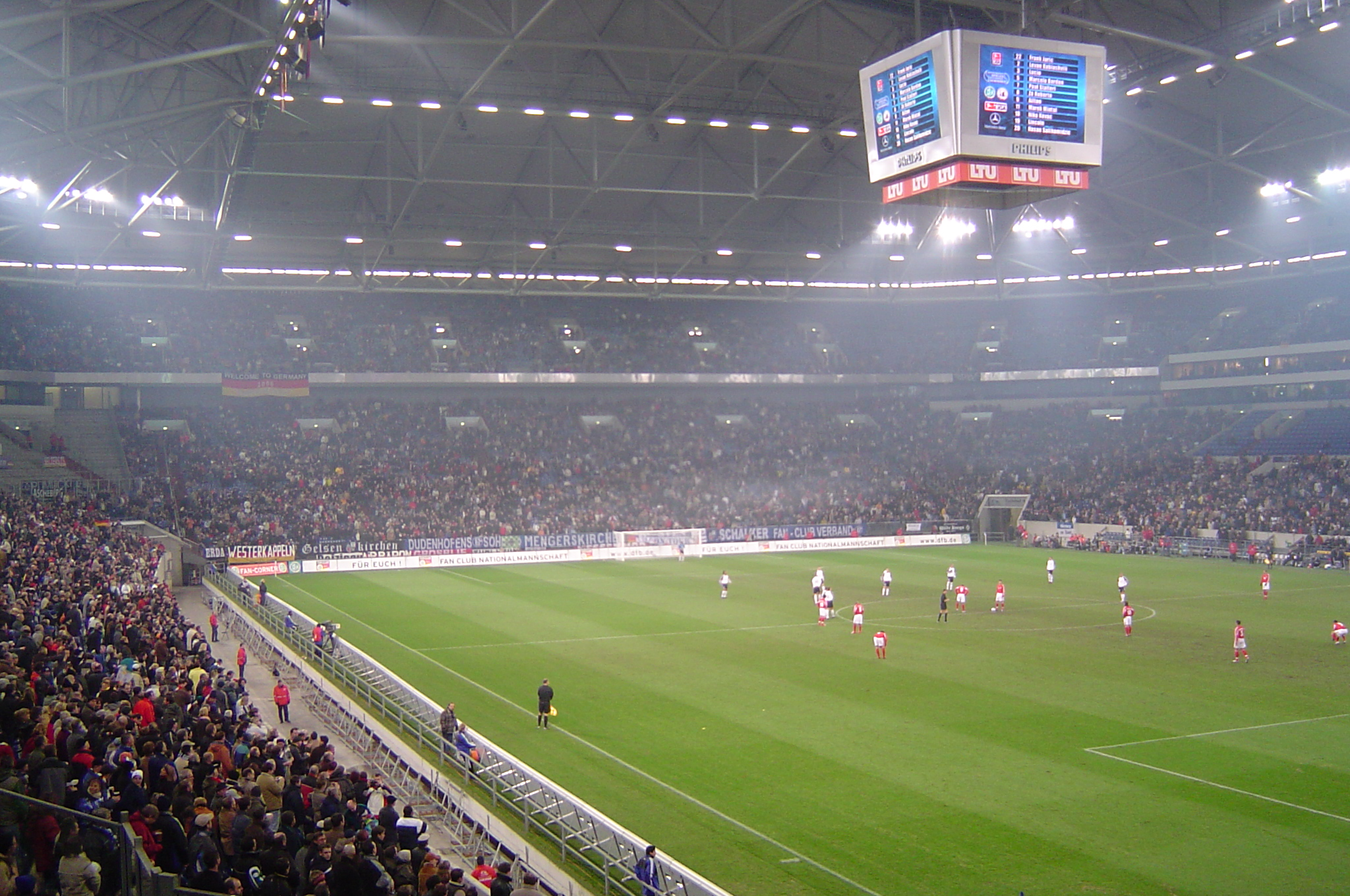
Die Veltins-Arena in Gelsenkirchen ist vor der Merkur Spiel-Arena in Düsseldorf das größte vollüberdachte Stadion Deutschlands.

Der Sport in Nordrhein-Westfalen wird vor allem durch den Fußball geprägt. Nicht nur alleine durch seine Größe und Bevölkerungsdichte zu erklären, weist die Region Rhein-Ruhr eine besonders hohe Dichte erfolgreicher Fußballvereine auf. Zur Tradition der Bergarbeiter im Revier zählte immer auch der Fußball. In der Fußball-Bundesliga ist Nordrhein-Westfalen gemessen an der Einwohnerzahl meist überrepräsentiert. Vereine in der ersten Fußball-Bundesliga sind zurzeit Borussia Dortmund, der 1. FC Köln, Borussia Mönchengladbach und Bayer 04 Leverkusen. Das größte Fußballstadion Deutschlands ist mit über 80.000 Plätzen das Westfalenstadion in Dortmund. Neben dem Fußball werden in Nordrhein-Westfalen aber auch viele andere Sportarten betrieben. Besonders viele Zuschauer ziehen dabei Handball, Eishockey und Basketball an.

### Feiertage
Neben den bundesweit gültigen Feiertagen Neujahr, Karfreitag, Ostern, Tag der Arbeit, Christi Himmelfahrt, Pfingsten, Tag der Deutschen Einheit und Weihnachten sind in Nordrhein-Westfalen Fronleichnam und Allerheiligen gesetzliche Feiertage.
2017 wurde einmalig der Reformationstag als Feiertag begangen.

### Auszeichnungen
Das Land Nordrhein-Westfalen verleiht bzw. dotiert folgende Auszeichnungen:
- Verdienstorden des Landes Nordrhein-Westfalen
- Staatspreis des Landes Nordrhein-Westfalen
- Künstlerinnenpreis des Landes Nordrhein-Westfalen
- Förderpreis des Landes Nordrhein-Westfalen für junge Künstlerinnen und Künstler
- Grafikpreis des Landes Nordrhein-Westfalen
- Rheinisch-Westfälischer Staatspreis für Denkmalpflege
- Sportplakette des Landes Nordrhein-Westfalen
- Kinderbuchpreis des Landes Nordrhein-Westfalen
- Straelener Übersetzerpreis der Kunststiftung NRW
- Feuerwehr-Ehrenzeichen des Landes Nordrhein-Westfalen
- Katastrophenschutz-Ehrenzeichen des Landes Nordrhein-Westfalen
- Rettungsmedaille des Landes Nordrhein-Westfalen
- Fahnenband des Landes Nordrhein-Westfalen

Bekannte Preise, die von privaten Organisationen in Nordrhein-Westfalen verliehen werden, sind:
- Karlspreis
- Internationaler Preis des Westfälischen Friedens